# 27. November
Der 27. November ist der 331. Tag des gregorianischen Kalenders (der 332. in Schaltjahren), somit bleiben 34 Tage bis zum Jahresende.

## Ereignisse

### Politik und Weltgeschehen

511: Teilung des Frankenreiches

- 0511: Der Tod des Merowingers Chlodwig I. führt zur Aufteilung des Frankenreiches unter seinen vier Söhnen Theuderich, Chlodomer, Childebert und Chlothar.
- 0602: Der byzantinische Kaiser Maurikios und seine Söhne werden von aufständischen Soldaten auf Befehl von Phokas, der ihm auf den Thron folgt, hingerichtet.
- 1095: In einer Predigt während der Synode von Clermont ruft Papst Urban II. zum Kreuzzug in das Heilige Land auf.
- 1237: In Norditalien schlägt Kaiser Friedrich II. in der Schlacht von Cortenuova ein Heer des Lombardenbundes unter der Führung von Mailand vernichtend.

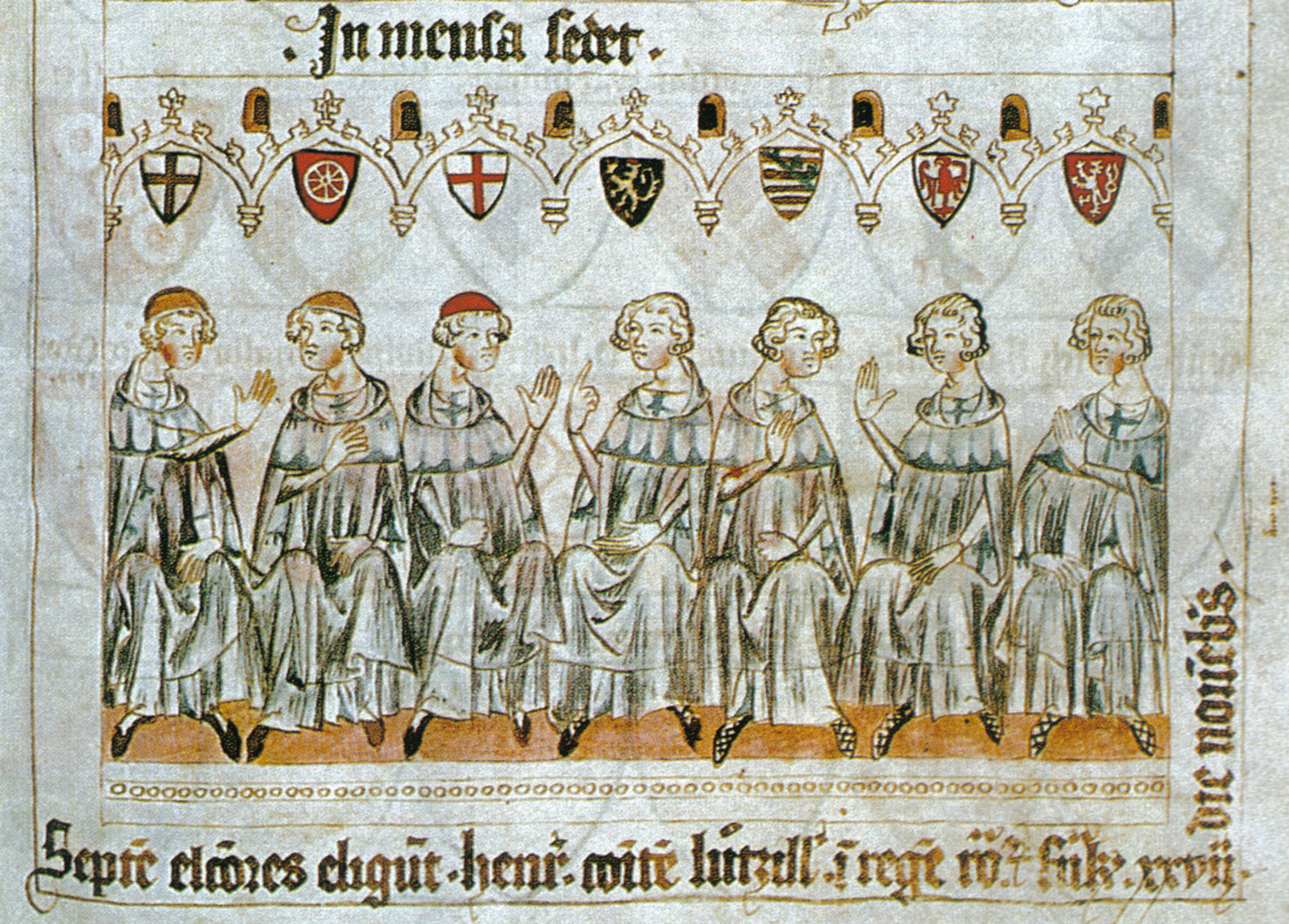
1308: Die Sieben Kurfürsten

- 1308: Heinrich VII. wird von den Kurfürsten zum römisch-deutschen König gewählt.
- 1382: Die flandrischen Städte unterliegen in der Schlacht bei Roosebeke einem von König Karl VI. ausgesandten französischen Ritterheer, das der künftige Erbe Flanderns, Philipp II. von Burgund, unterstützt.
- 1431: Herzog Philipp III. von Burgund erlässt die Statuten des von ihm ins Leben gerufenen Ritterordens vom Goldenen Vlies.
- 1697: Der brandenburgische Premierminister Eberhard von Danckelman wird gestürzt, wodurch der Weg zur allmählichen Machtübernahme durch das so genannte Drei-Grafen-Kabinett im preußischen Staat geebnet wird.
- 1813: Der von Napoleon Bonaparte abgesetzte Peter Friedrich Ludwig kehrt als Herzog nach Oldenburg zurück.
- 1838: Im Kuchenkrieg beschießt die französische Flotte das mexikanische Fort San Juan de Ulúa und die nahe Stadt Veracruz.

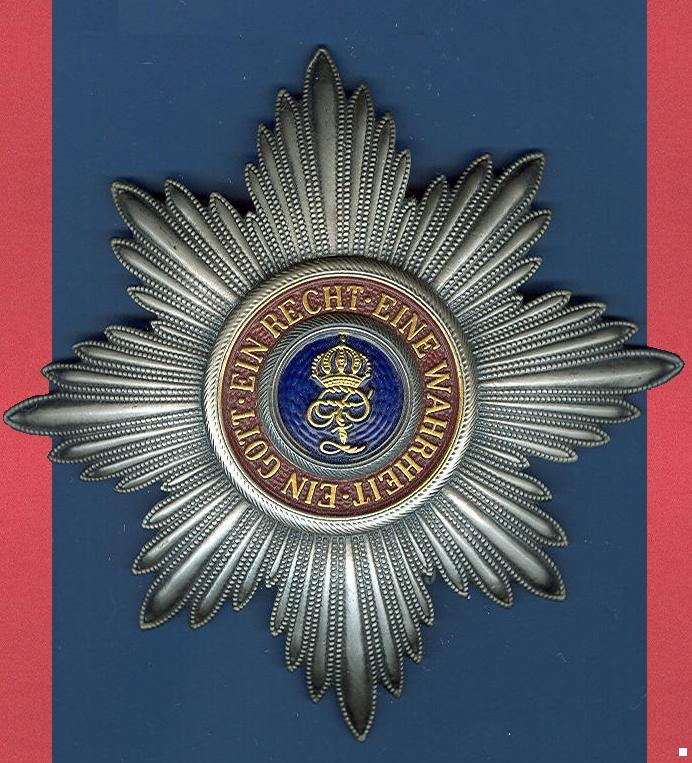
1838: Großkreuz mit Band des Oldenburgischen Haus- und Verdienstordens

- 1838: Großherzog August stiftet den Oldenburgischen Haus- und Verdienstorden zur Erinnerung an die Rückkehr von Herzog Peter Friedrich Ludwig nach Oldenburg 25 Jahre zuvor.
- 1868: Ein US-amerikanisches Kavallerieregiment unter George Armstrong Custer überfällt ein schlafendes Dorf der Südlichen Cheyenne unter Häuptling Black Kettle und tötet beim folgenden Massaker am Washita über 100 Menschen.
- 1870: Otto von Bismarck formuliert für Bayerns König Ludwig II. den Kaiserbrief, der Preußens König Wilhelm I. als deutschen Kaiser vorschlägt.
- 1905: In Berlin konstituiert sich der Deutsche Städtetag.
- 1910: Die Revolta da Chibata endet in Rio de Janeiro nach fünftägigem Straßenkampf. Dunkelhäutige brasilianische Seeleute hatten wegen Bestrafungen per Auspeitschung durch hellhäutige Vorgesetzte den Aufstand von vier Kriegsschiffsbesatzungen seit mehr als zwei Jahren vorbereitet.
- 1912: In Folge des Vertrages von Fès erhält Spanien von Frankreich ein Protektorat in Marokko zugestanden, das es in den folgenden 44 Jahren als Spanisch-Marokko beherrscht.

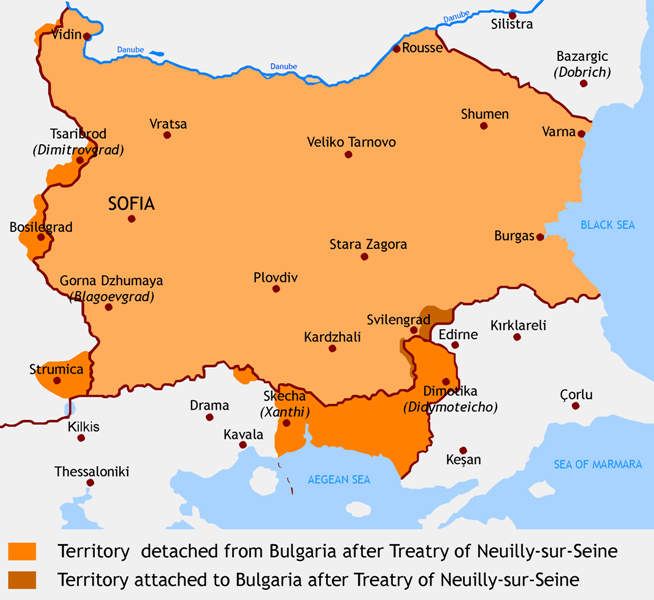
1919: Bulgarien nach den Vertrag von Neuilly-sur-Seine

- 1919: Mit dem Vertrag von Neuilly-sur-Seine verliert Bulgarien die thrakischen Gebiete an Griechenland, die Westgebiete an Serbien und die Süddobrudscha mit Silistra an Rumänien.
- 1926: Die Regierung Albaniens schließt den Ersten Tiranapakt mit Italien und erhält im Gegenzug Finanzhilfen und Unterstützung beim Aufbau der Polizei. Präsident Ahmet Zogu stärkt mit dem Vertrag seine innenpolitische Stellung.
- 1933: Im nationalsozialistischen Deutschen Reich wird die Freizeitorganisation Kraft durch Freude gegründet.
- 1940: Mehr als 60 ehemalige rumänische Funktionäre und Anhänger des abgedankten Königs Carol II. werden von Ion Antonescus Eiserner Garde im Gefängnis von Jilava ermordet, während sie auf ihren Prozess warten.
- 1940: Die Seeschlacht bei Kap Teulada im Zweiten Weltkrieg zwischen der italienischen Regia Marina und der britischen Royal Navy südlich von Sardinien endet mit einem taktischen Unentschieden.

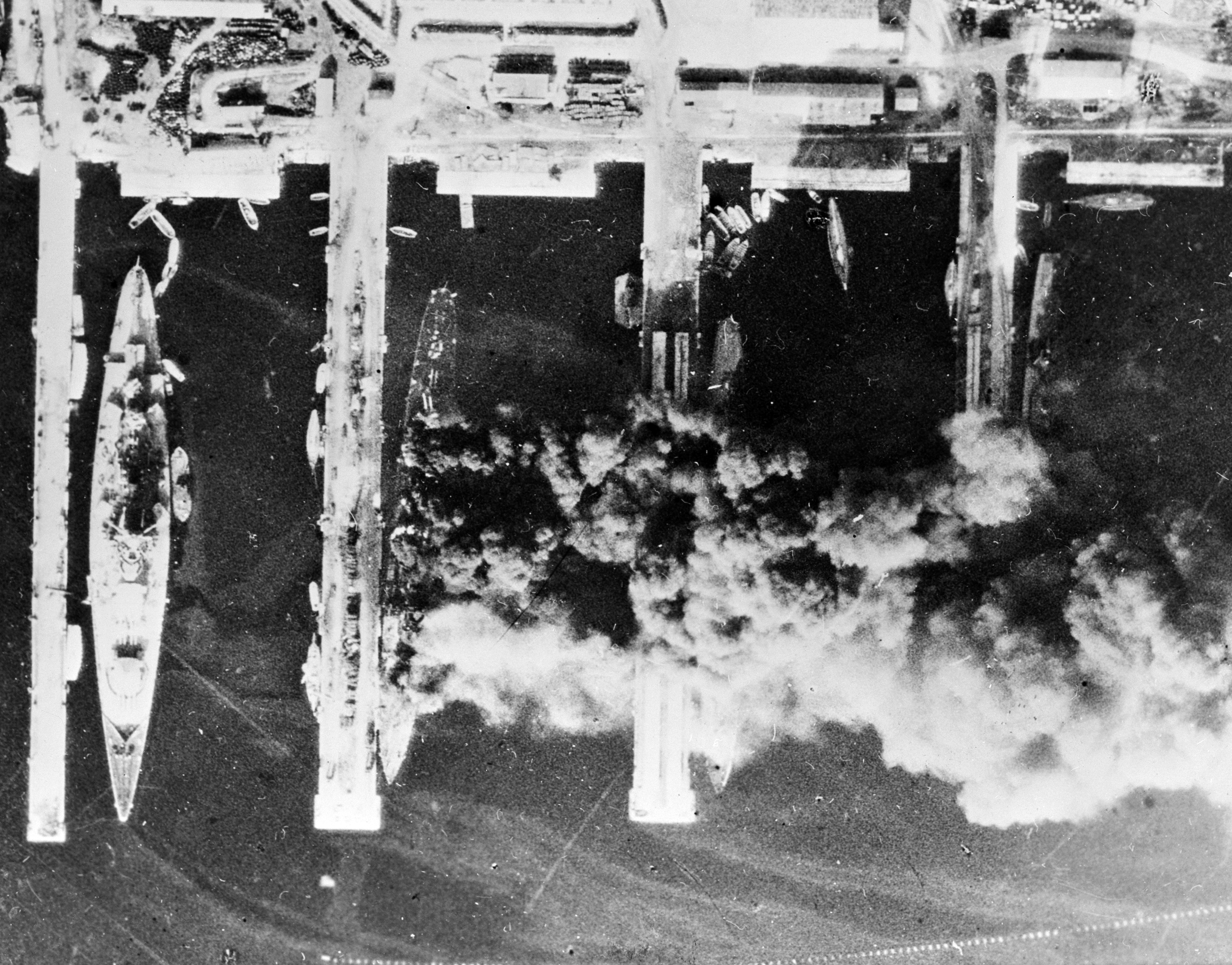
1942: Die brennende Flotte in Toulon

- 1942: Nach der Besetzung von Vichy-Frankreich beginnt das Deutsche Reich die Operation Lila, um die französische Atlantikflotte in Toulon in seine Gewalt zu bekommen. Diese reagiert darauf mit ihrer Selbstversenkung.
- 1944: Die Innenstadt von Freiburg im Breisgau wird durch einen Bombenangriff im Rahmen der Operation Tigerfish fast vollständig zerstört. Das Freiburger Münster bleibt wie durch ein Wunder unversehrt.
- 1945: Im Rahmen der Operation Deadlight beginnen die britische Royal Navy und die polnische Marine mit der Zerstörung aller funktionsfähigen deutschen U-Boote; dieses Unternehmen dauert bis zum 12. Februar 1946 an.
- 1958: Die Sowjetunion richtet ihr Berlin-Ultimatum an die Westmächte, mit dem sie die Umwandlung von West-Berlin in eine Freie Stadt und den Abzug der Westalliierten fordert.
- 1961: Einen Tag nach einem Zeitungsartikel über den Verdacht, dies sei für Missbildungen an Neugeborenen verantwortlich, nimmt die Grünenthal GmbH das thalidomidhaltige Arzneimittel Contergan vom Markt.
- 1968: In den Niederlanden wird das Gesetz zur Einführung eines Mindestlohns verabschiedet.

1978: Fahne der PKK

- 1970: Der bolivianische Maler Benjamín Mendoza y Amor Flores verübt ein fehlgeschlagenes Attentat auf Papst Paul VI. während eines Philippinenbesuchs.
- 1978: Die Arbeiterpartei Kurdistans (PKK) wird gegründet.
- 1989: In der Tschechoslowakei kommt es aufgrund der Unzufriedenheit mit der Politik des Ministerpräsidenten Ladislav Adamec zum Generalstreik im Rahmen der Samtenen Revolution.
- 1990: Im Schweizer Kanton Appenzell Innerrhoden wird per Beschluss des Bundesgerichts als letztem Schweizer Kanton das aktive und passive Frauenstimmrecht eingeführt, nachdem die (männlichen) Stimmbürger dies am 29. April an der Landsgemeinde noch abgelehnt haben.
- 2001: Die Afghanistan-Konferenz UN Talks on Afghanistan auf dem Petersberg bei Königswinter beginnt.

### Wirtschaft
- 1849: Bernhard Wolff gründet das Telegraphische Correspondenz-Bureau in Berlin als Nachrichtenbüro für die Presse. Es ist die erste deutsche und eine der ersten Nachrichtenagenturen Europas.
- 1909: Norwegens König Haakon VII. eröffnet die Bergenbahn als Verbindung zwischen der Hauptstadt Oslo und der zweitgrößten Stadt Bergen.
- 1933: Das Amt für Schönheit der Arbeit wird als Gliederung der Nationalsozialistischen Deutschen Arbeiterpartei (NSDAP) gegründet. Es kümmert sich um die Schaffung von Kantinen, Aufenthaltsräumen, Werksbibliotheken sowie Sport- und Sanitäranlagen durch Unternehmen. Diese werden außerdem angehalten, sportliche und kameradschaftliche Betriebsveranstaltungen durchzuführen.
- 1945: In Washington gründen 22 US-amerikanische Wohlfahrtsverbände die private Hilfsorganisation CARE, die Cooperative for American Remittances to Europe, die die Hilfslieferungen für Europa koordinieren soll.
- 1989: Mit der Rhön-Klinikum AG geht erstmals ein Klinikkonzern in Deutschland an die Börse.
- 2002: Das sog. Gipsplattenkartell wird von der EU-Kommission zu einer Zahlung von insgesamt 478 Mio. Euro Bußgeld verpflichtet, weil die betreffenden Firmen unerlaubte Absprachen im Bereich des Rigipsplattenherstellung zum Schaden der Kunden getroffen haben. Insgesamt ist es die zweithöchste Strafe, die die EU-Kommission bislang ausgesprochen hat.

### Wissenschaft und Technik

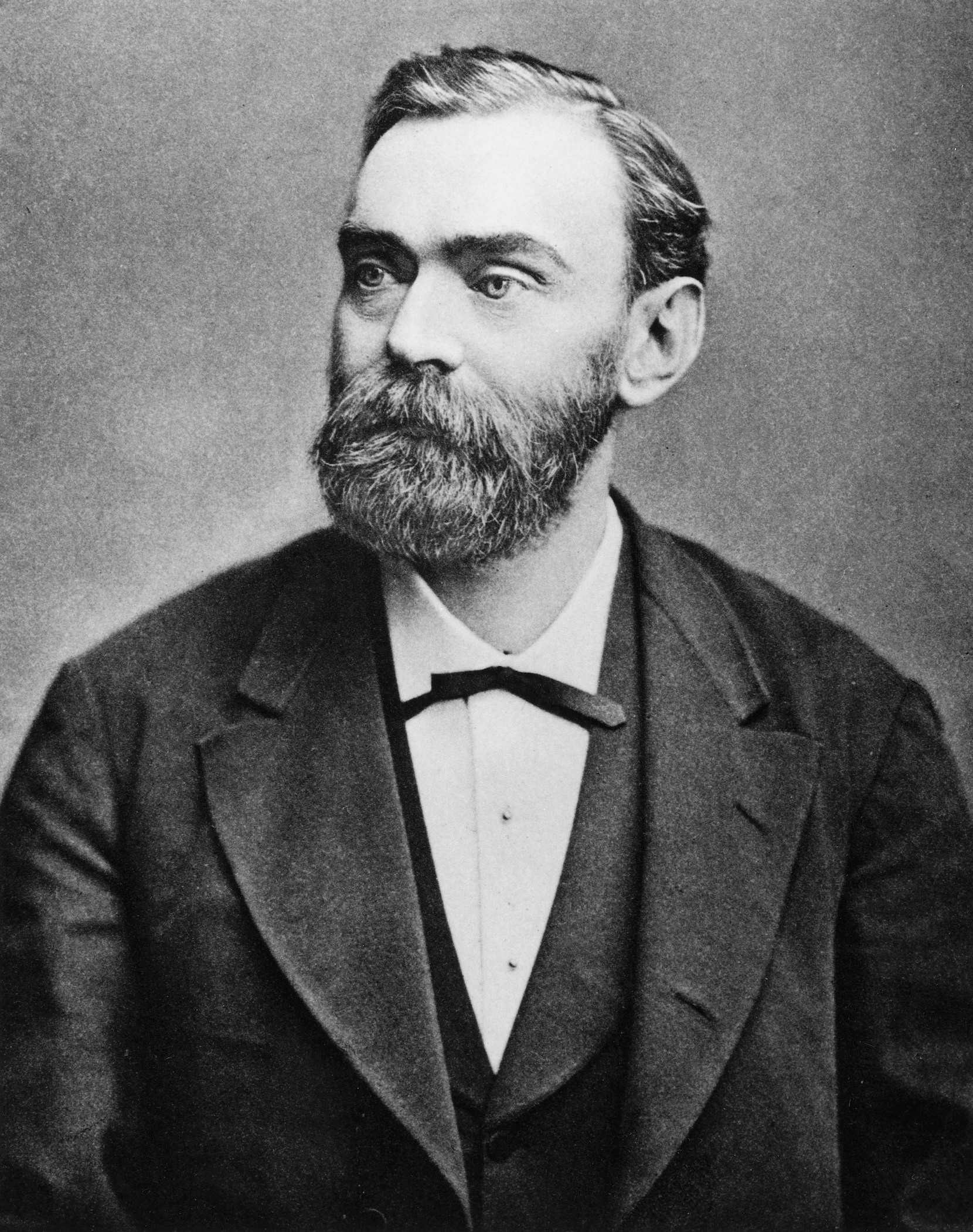
1895: Alfred Nobel

- 1895: Alfred Nobel unterzeichnet sein Testament und vermacht sein Vermögen einer Stiftung, die heute die Nobelpreise vergibt.
- 1957: fs 24 Phönix, das erste Segelflugzeug in glasfaserverstärkter Kunststoffbauweise, absolviert seinen Erstflug.
- 1971: Die sowjetische Raumsonde Mars 2 erreicht als erster irdischer Raumkörper einen Marsorbit. Aufgrund von Störungen kann die Sonde aber keine Daten erfolgreich zur Erde übermitteln.
- 1977: Beim Kesselzerknall in Bitterfeld erfolgt die bisher letzte Kesselexplosion einer Dampflokomotive in Deutschland.
- 2000: In Norwegen wird der längste Straßentunnel der Welt, der 24,5 Kilometer lange Lærdalstunnel zwischen Aurland und Lærdal, eröffnet. Damit wird eine durchgehende winterfeste Straßenverbindung von Oslo nach Bergen geschaffen.
- 2005: Den Ärzten Jean-Michel Dubernard und Bernard Devauchelle gelingt in Amiens die erste Gesichtstransplantation. Die Patientin ist Isabelle Dinoire, deren Gesicht durch einen Hundeangriff völlig entstellt worden ist.

### Kultur
- 1844: Die Oper The Daughter of St. Mark von Michael William Balfe wird im Theatre Royal Drury Lane in London uraufgeführt.
- 1896: In Leipzig findet die Uraufführung des lyrischen Dramas Kukuška von Franz Lehár statt.
- 1896: Die symphonische Dichtung Also sprach Zarathustra von Richard Strauss wird durch das Frankfurter städtische Orchester unter Leitung des Komponisten im Rahmen der Museumskonzerte an der Frankfurter Oper uraufgeführt.
- 1920: Der Degenfilmheld Zorro erscheint erstmals im Spielfilm Das Zeichen des Zorro auf der Kinoleinwand. Es ist der erste Film von United Artists und macht den die Hauptrolle spielenden Schauspieler Douglas Fairbanks senior populär.
- 1926: Die Tanzpantomime Der wunderbare Mandarin von Béla Bartók wird in Köln uraufgeführt. Wegen angeblicher Unmoral lässt der damalige Kölner Oberbürgermeister Konrad Adenauer weitere Aufführungen verbieten.
- 1963: An der Bayerischen Staatsoper in München erfolgt die Uraufführung der Oper Die Verlobung in San Domingo von Werner Egk.
- 1990: In seiner Mutzenbacher-Entscheidung zur Auslegung der Kunstfreiheitsgarantie des deutschen Grundgesetzes stellt das Bundesverfassungsgericht fest, dass auch Pornographie Kunst sein könne.

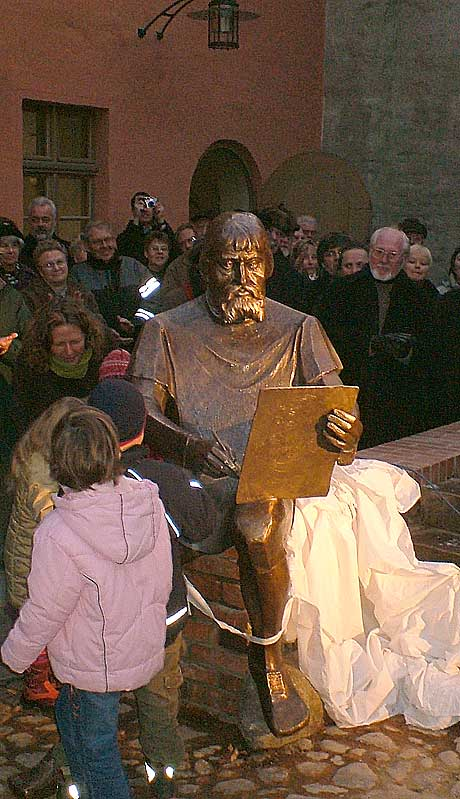
2005: Einweihung des Cranachdenkmals

- 2005: Das Lucas Cranach d. Ä.-Denkmal wird im Cranachhof der Lutherstadt Wittenberg feierlich eingeweiht.

### Gesellschaft
- 1431: Herzog Philipp III. von Burgund erlässt die Statuten des von ihm ins Leben gerufenen Ritterordens vom Goldenen Vlies.
- 1582: Das Aufgebot zur Heirat des 18-jährigen William Shakespeare mit Anne Hathaway wird bestellt.
- 1886: Der Richter Emil Hartwich und Baron Armand von Ardenne tragen ein Duell mit Pistolen nach einer Affäre Hartwichs mit Ardennes Ehefrau Elisabeth aus. Am 1. Dezember stirbt Hartwich an der erlittenen Schusswunde. Der Dichter Theodor Fontane greift den Vorgang später im Roman Effi Briest auf.

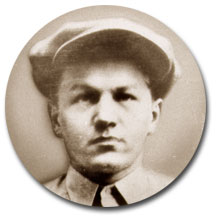
1934: Babyface Nelson in den FBI-Akten

- 1934: Bei einem Schusswechsel zwischen dem als Mitglied der Dillinger-Bande gesuchten George „Babyface“ Nelson und zwei FBI-Beamten bei Barrington nahe Chicago werden alle drei tödlich verwundet.
- 1959: In Karlsruhe wird die von Studenten erarbeitete Ausstellung Ungesühnte Nazijustiz – Dokumente zur NS-Justiz eröffnet.

### Religion
- 0399: Anastasius I. wird als Nachfolger von Siricius zum Papst gewählt.
- 1095: Auf der Synode von Clermont ruft Papst Urban II. in einer flammenden Rede zum Kreuzzug ins Heilige Land auf. Bei seiner Predigt antwortet die Menschenmenge mit Deus lo vult („Gott will es“).

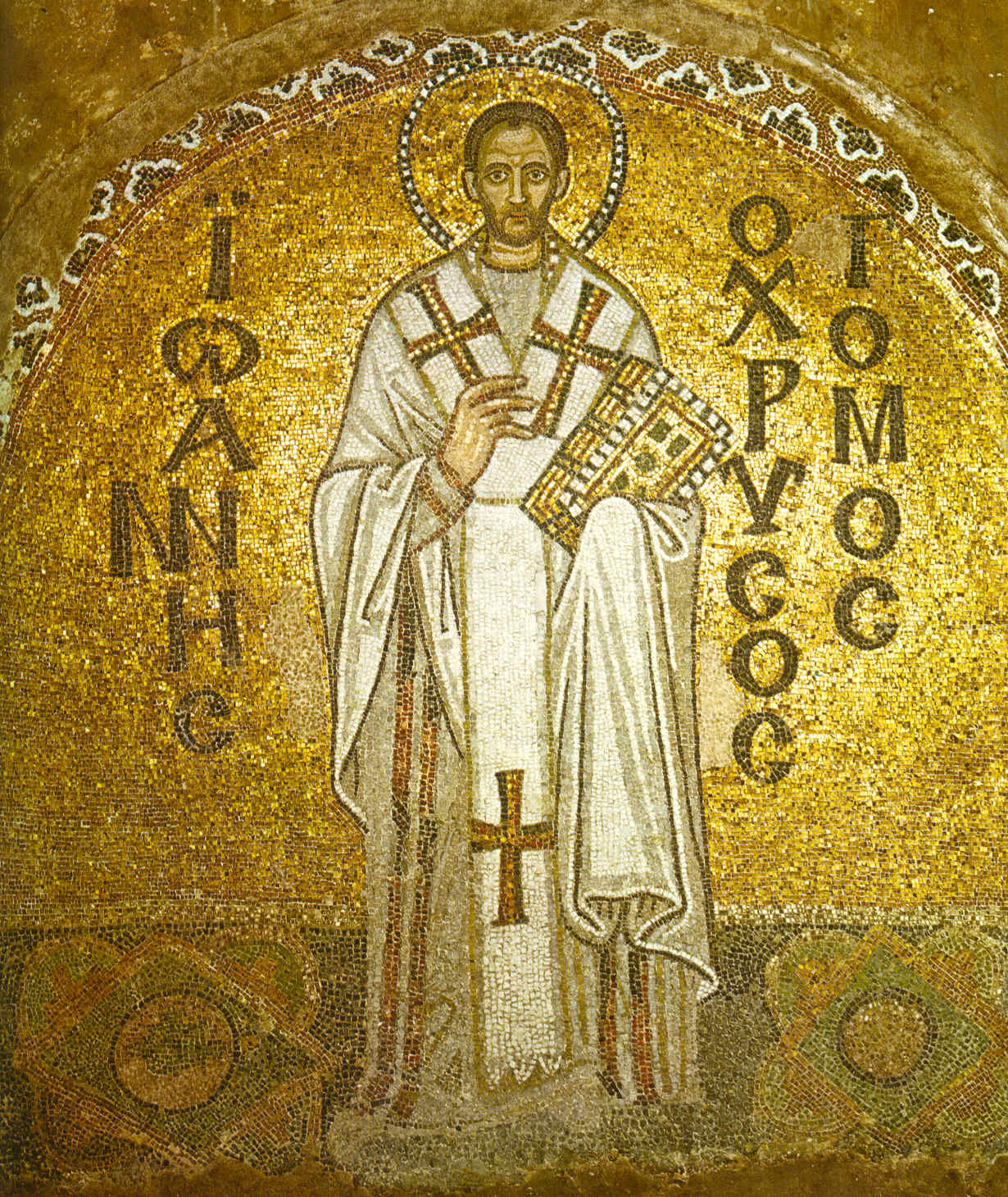
2004: Johannes Chrysostomos

- 2004: Papst Johannes Paul II. übergibt die beim Vierten Kreuzzug im Jahr 1204 geraubten und seitdem im Petersdom aufbewahrten Gebeine des im Jahr 407 verstorbenen Erzbischofs von Konstantinopel und Predigers Johannes Chrysostomos dem orthodoxen Patriarchen Bartholomäus I.

### Katastrophen
- 1944: Bei Burton upon Trent explodieren große Teile des Munitionslagers Fauld der Royal Air Force. Es ist eine der größten künstlichen, nichtnuklearen Explosionen der Geschichte und die größte im Vereinigten Königreich. Etwa 70 Menschen sterben.
- 1977: Verursacht durch Wassermangel im Kessel einer Dampflokomotive kommt es im Bahnhof Bitterfeld zum Kesselzerknall. Neun Personen sterben, 45 werden darüber hinaus verletzt. Es ist der bislang letzte Kesselzerknall einer Lokomotive in Deutschland.
- 1983: Auf dem Avianca-Flug 011 unterschreitet eine Boeing 747 die Sicherheitsflughöhe und verunglückt vor der Landung in Madrid, Spanien. Von den 192 Insassen kommen 181 ums Leben.

Kleinere Unglücksfälle sind in den Unterartikeln von Katastrophe und in der Liste von Katastrophen aufgeführt.

### Sport
- 1997: In Lillehammer wird das Norwegische Olympische Museum vom Königspaar Harald V. und Sonja eröffnet.
- 2001: Der FC Bayern München gewinnt durch ein 1:0 n. V. gegen Boca Juniors Buenos Aires zum zweiten Mal nach 1976 den Weltpokal.
- 2004: Die deutsche U-19-Frauenfußballmannschaft wird im Finale der Weltmeisterschaft in Thailand mit einem 2:0-Sieg über China im Rajamangala National Stadium in Bangkok Weltmeister.
- 2016: Nico Rosberg sichert sich beim Großen Preis von Abu Dhabi die Formel-1-Weltmeisterschaft.

Einträge von Leichtathletik-Weltrekorden befinden sich unter der jeweiligen Disziplin unter Leichtathletik.

## Geboren

### Vor dem 19. Jahrhundert

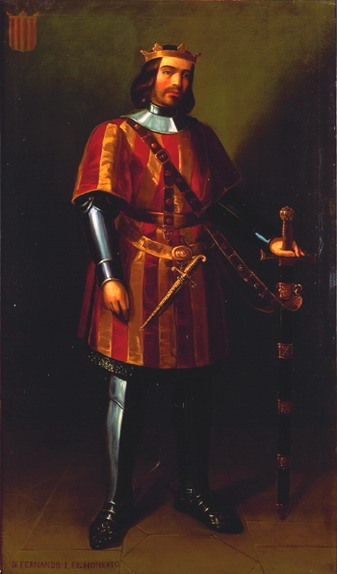
Ferdinand I. (* 1380)
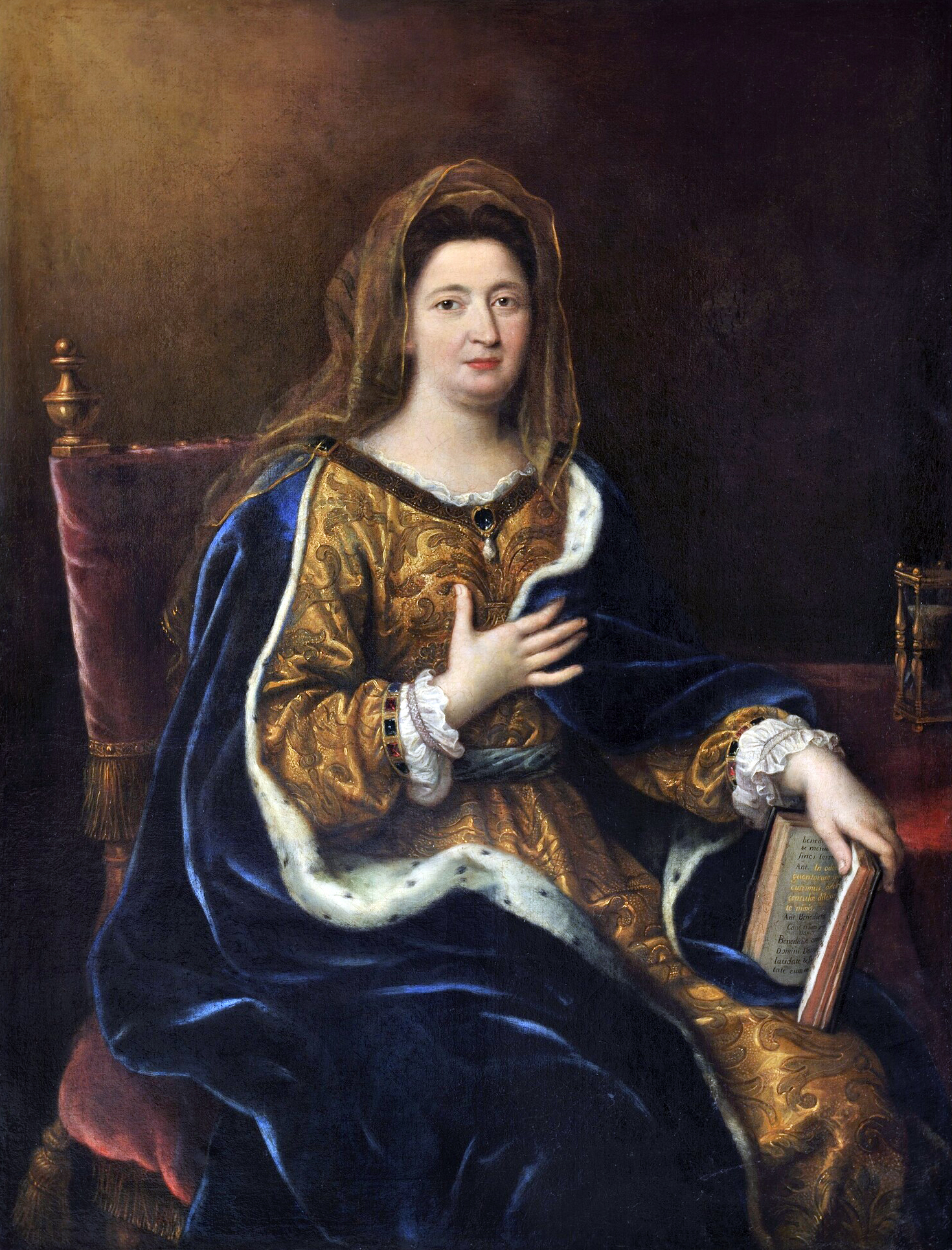
Françoise d’Aubigné (* 1635)
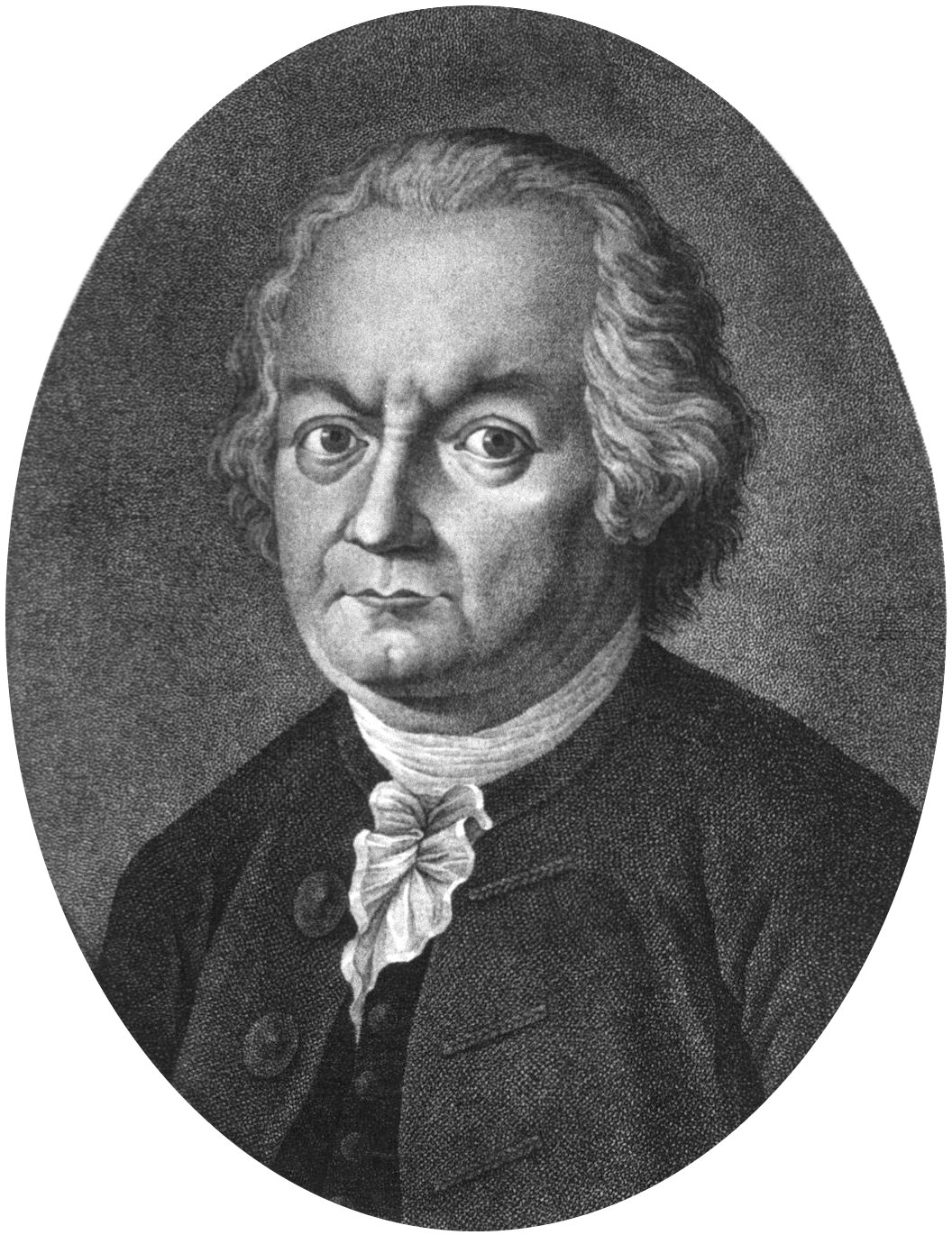
Johann Gottlob Leidenfrost (* 1715)
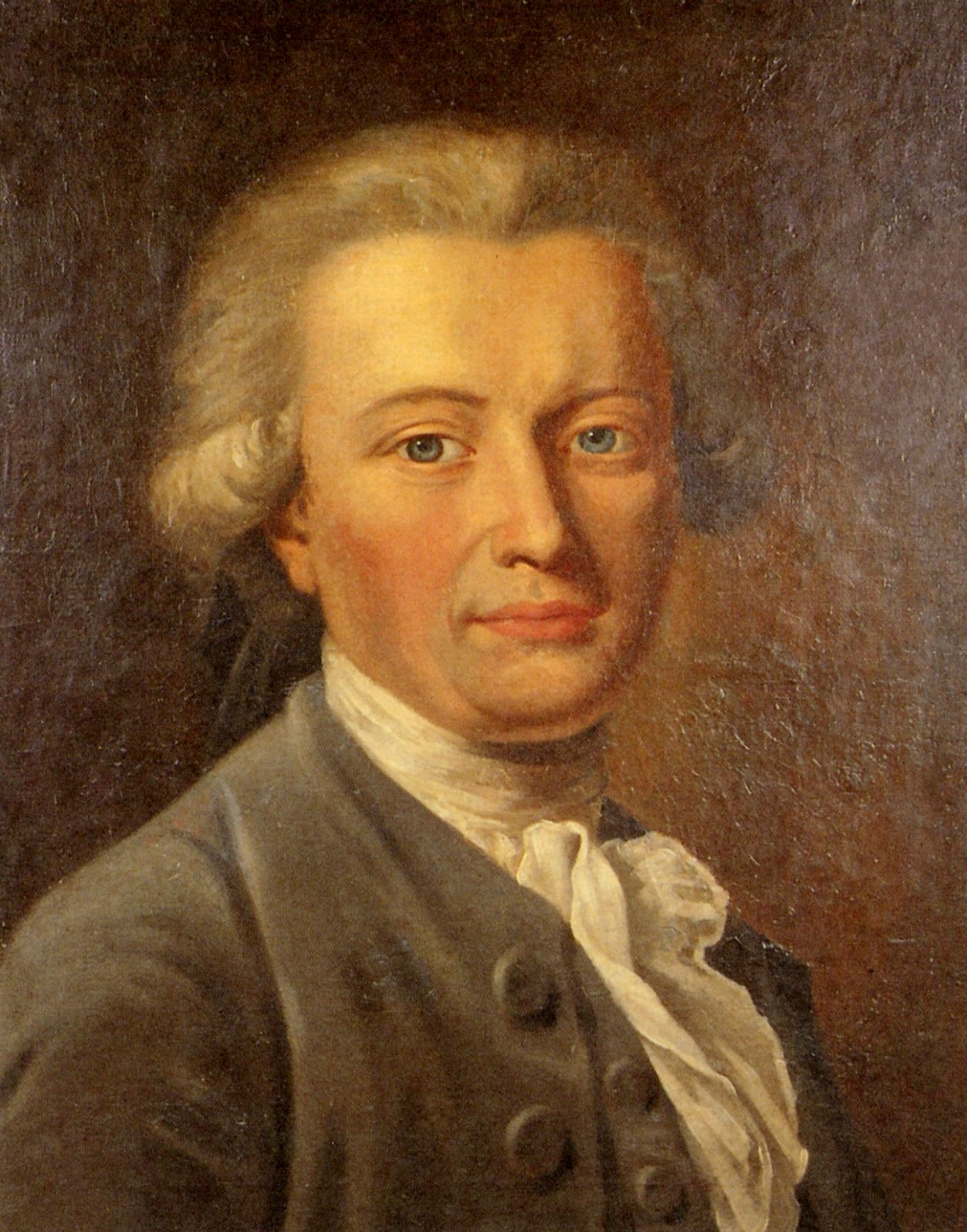
Johann Georg Adam Forster (* 1754)

- 1380: Ferdinand I., König von Aragon, Sizilien und Sardinien
- 1522: Andrzej Patrycy Nidecki, polnischer Geistlicher, Humanist und Philologe, Bischof von Livonien
- 1535: Wolfgang II. von Pappenheim, deutscher Militär
- 1560: Domenico Tintoretto, venezianischer Maler
- 1602: Chiara Margarita Cozzolani, italienische Sängerin, Komponistin und Ordensgeistliche
- 1635: Françoise d’Aubigné, Mätresse bzw. Ehefrau von Ludwig XIV.
- 1654: Friedrich Rudolph Ludwig von Canitz, deutscher Diplomat und Schriftsteller
- 1661: Fjodor Matwejewitsch Apraxin, russischer Staatsdiener und Admiral, Gouverneur von Archangelsk
- 1666: Georg Philipp Rugendas, Augsburger Maler und Kupferstecher
- 1668: Henri François d’Aguesseau, französischer Jurist und Staatsmann, Kanzler, Justizminister
- 1669: Karol Stanisław Radziwiłł, polnisch-litauischer Adliger, Großkanzler von Litauen
- 1676: Friedrich Anton Ulrich, Fürst von Waldeck-Pyrmont
- 1684: Tokugawa Yoshimune, achter Shogun des Tokugawa-Shogunats in Japan
- 1691: Josef Antonín Planický, tschechischer Komponist
- 1703: James De Lancey, britisch-amerikanischer Jurist, Gouverneur der Provinz New York
- 1715: Johann Gottlob Leidenfrost, deutscher Mediziner und Theologe
- 1716: Sophie Volland, französische aufgeklärte Intellektuelle, Geliebte von Denis Diderot
- 1725: Johanna Charlotte Unzer, deutsche Dichterin und Philosophin
- 1731: Gaetano Pugnani, italienischer Violinist und Komponist
- 1745: Rafael de Sobremonte, spanischer Offizier und Kolonialverwalter, Vizekönig von Río de la Plata
- 1746: Increase Sumner, US-amerikanischer Jurist und Politiker, Gouverneur von Massachusetts
- 1752: Georg Forster, deutscher Naturforscher, Ethnologe, Reiseschriftsteller, Übersetzer, Journalist und Revolutionär
- 1753: Henry Tazewell, US-amerikanischer Politiker, Senator
- 1754: Johann Georg Adam Forster, deutscher Naturforscher und Revolutionär
- 1759: Franz Krommer, tschechischer Komponist
- 1765: Günther Heinrich von Berg, deutscher Politiker und Schriftsteller, Staatsminister von Oldenburg
- 1765: Christoph Gotthelf König, deutscher Pädagoge
- 1765: Bernard Sarrette, französischer Dirigent und Musikpädagoge
- 1767: Friedrich von Hartmann, deutscher Arzt und Naturforscher
- 1775: Johann-Conrad Appenzeller, schweizerischer Pfarrer und Volksschriftsteller
- 1777: Heinrich Christian von Ulmenstein, deutscher Jurist und Beamter, Regierungsrat
- 1798: Andries Pretorius, burischer Politiker, Gründer der Südafrikanischen Republik

### 19. Jahrhundert

#### 1801–1850

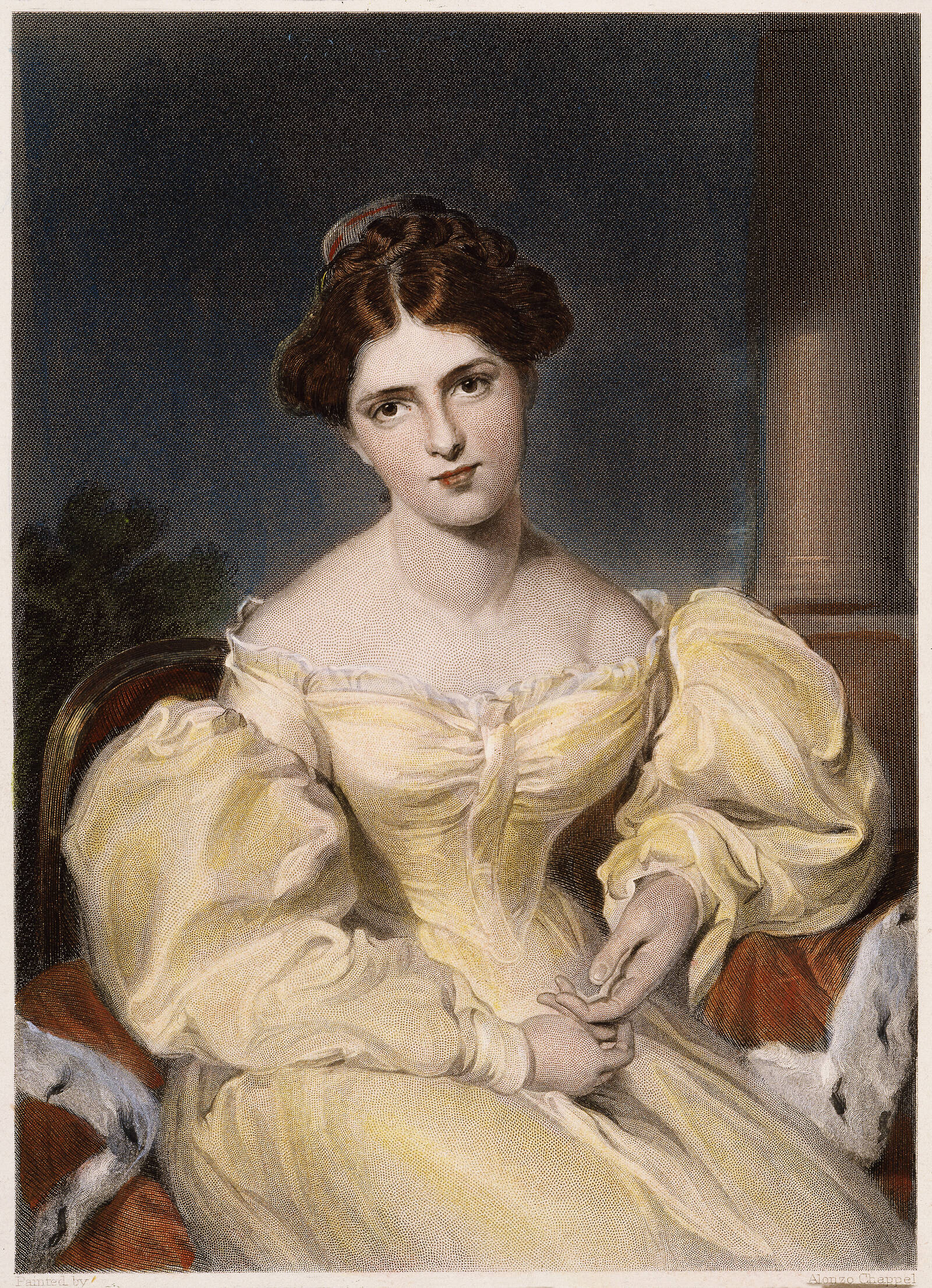
Fanny Kemble (* 1809)
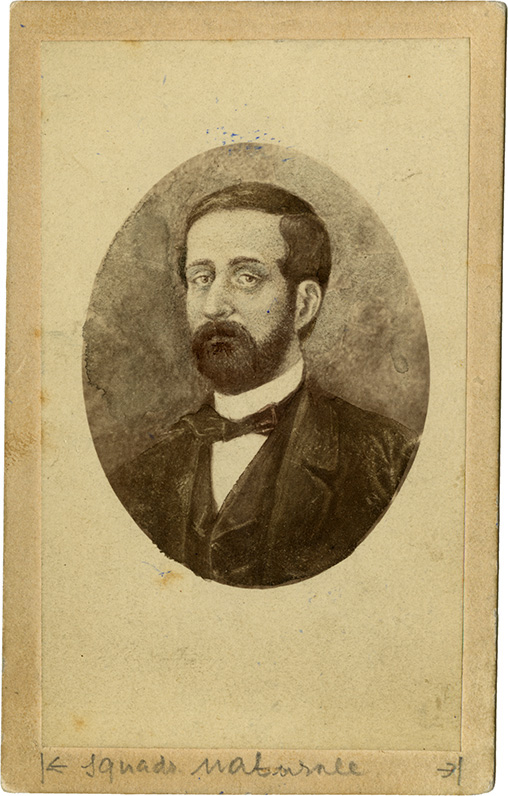
Michele Puccini (* 1813)
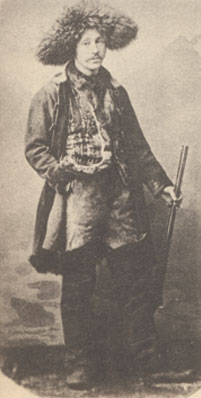
Gustav Radde (* 1831)
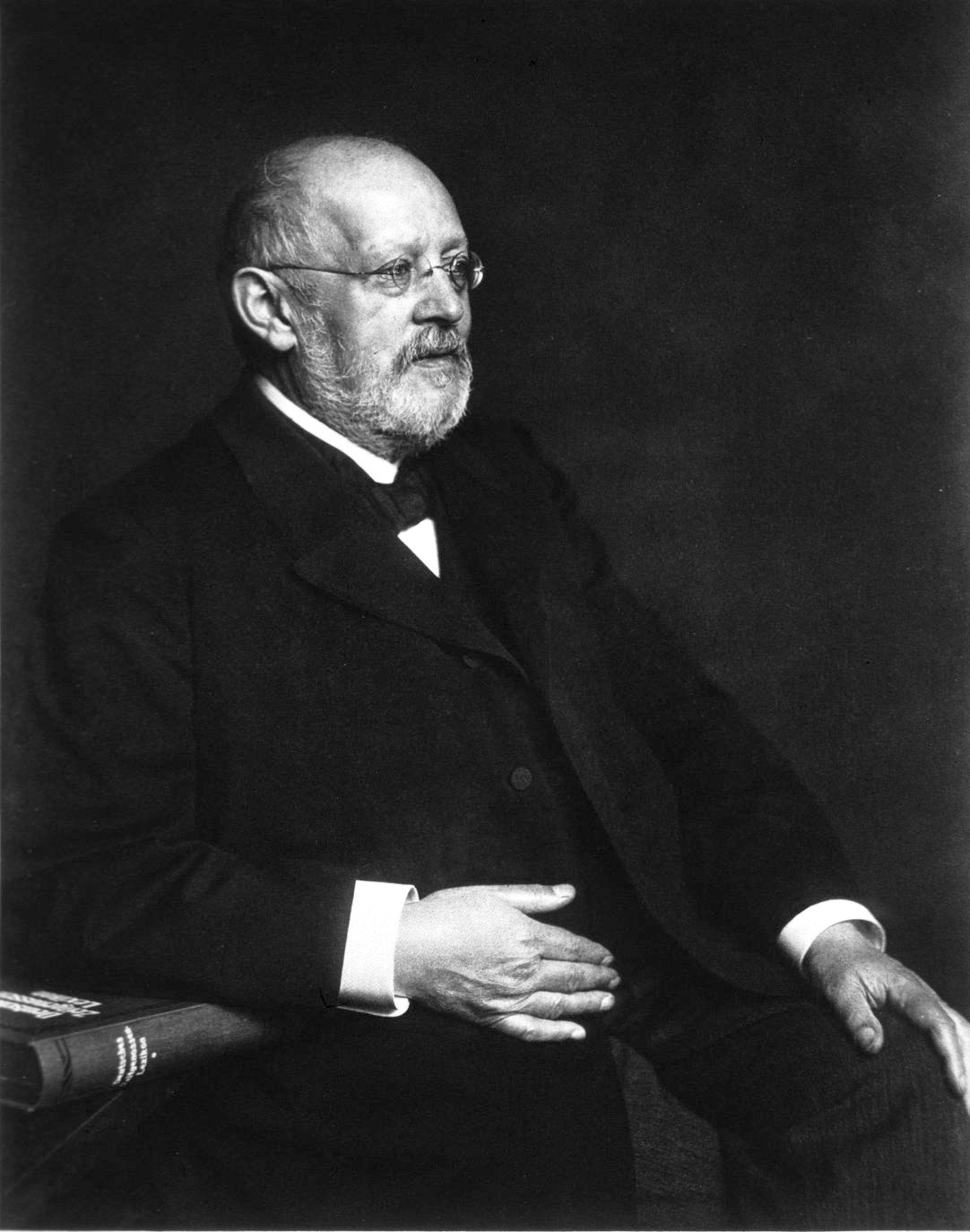
Wilhelm Ebstein (* 1836)
Helene von Mülinen (* 1850)

- 1801: Alexander Jegorowitsch Warlamow, russischer Komponist
- 1806ː Betty Schröder, deutsche Sopranistin und Theaterschauspielerin
- 1809ː Fanny Kemble, englische Schauspielerin und Schriftstellerin
- 1813: Michele Puccini, italienischer Komponist
- 1814: Áron Gábor, ungarischer Artillerieoffizier
- 1820: Eduard Suter, Schweizer Jurist und Politiker
- 1831: Gustav Radde, deutscher Geograph und Naturforscher
- 1833: Andreas Henze, deutscher Priester, Gymnasialprofessor und Meteorologe
- 1834: Michael Bernays, deutscher Philologe und Literaturhistoriker
- 1836: Wilhelm Ebstein, deutscher Mediziner
- 1843: Elizabeth Stride, drittes Opfer der Whitechapel-Morde des Serienmörders Jack the Ripper
- 1844: Vital Maria Conçalves de Oliveira, brasilianischer Geistlicher, Bischof von Olinda
- 1847: Andreas Arzruni, armenischer Mineraloge
- 1850ː Jelena Dmitrijewna Polenowa, russische Malerin
- 1850: Helene von Mülinen, Schweizer Frauenrechtlerin

#### 1851–1900
- 1860: Axel Anderberg, schwedischer Architekt
- 1863: Olivier Collarini, italienischer Fechter
- 1863: Olha Kobyljanska, ukrainische Schriftstellerin
- 1864: Alfred Meyer-Waldeck, deutscher Marineoffizier und Kolonialbeamter, Gouverneur von Kiautschou
- 1864: Richard Du Moulin-Eckart, deutscher Historiker
- 1867: August Beule, deutscher Poet und Schuhmachermeister
- 1867: Charles Koechlin, französischer Komponist
- 1867: Margaret Ruthven Lang, US-amerikanische Komponistin
- 1870: Juho Kusti Paasikivi, finnischer Politiker, Minister- und Staatspräsident
- 1871ː Marie Bloch, deutsche Pädagogin und Frauenrechtlerin, Holocaustopfer
- 1872: Robert Franz Arnold, österreichischer Literaturhistoriker und Bibliothekar
- 1873: Wilhelm Ahlhorn, deutscher Jurist, Präsident des Volksbundes Deutsche Kriegsgräberfürsorge
- 1873: Alfred Ander, schwedischer Krimineller
- 1874: Johannes Baumann, Schweizer Politiker, Regierungs- und Bundesrat, Bundespräsident
- 1874: František Erben, tschechoslowakischer Kunstturner
- 1874: Chaim Weizmann, israelischer Chemiker und Politiker, erster Staatspräsident
- 1875: Jaroslav Labský, tschechischer Komponist
- 1876: Viktor Kaplan, österreichischer Ingenieur

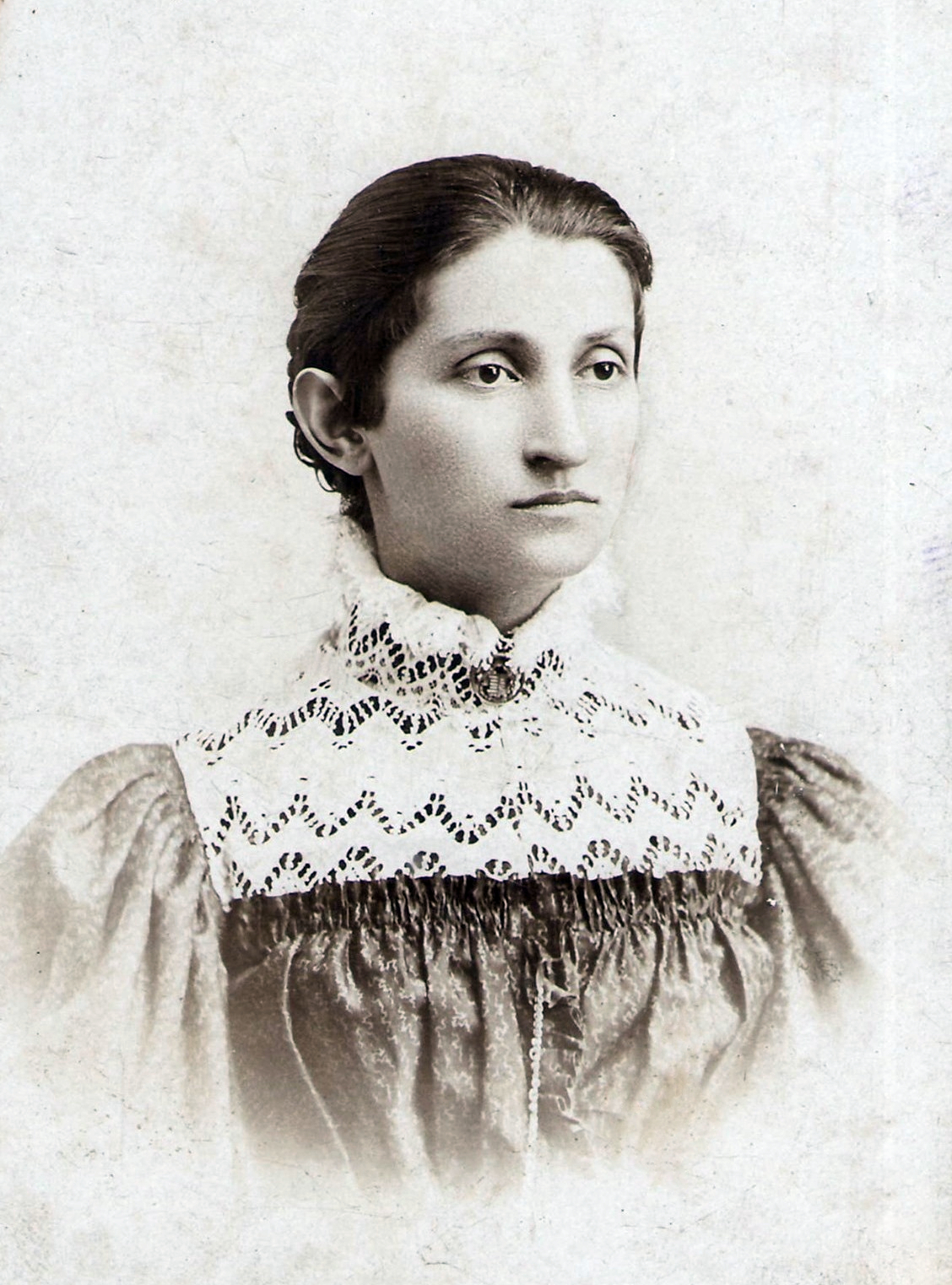
Olha Kobyljanska (* 1863)
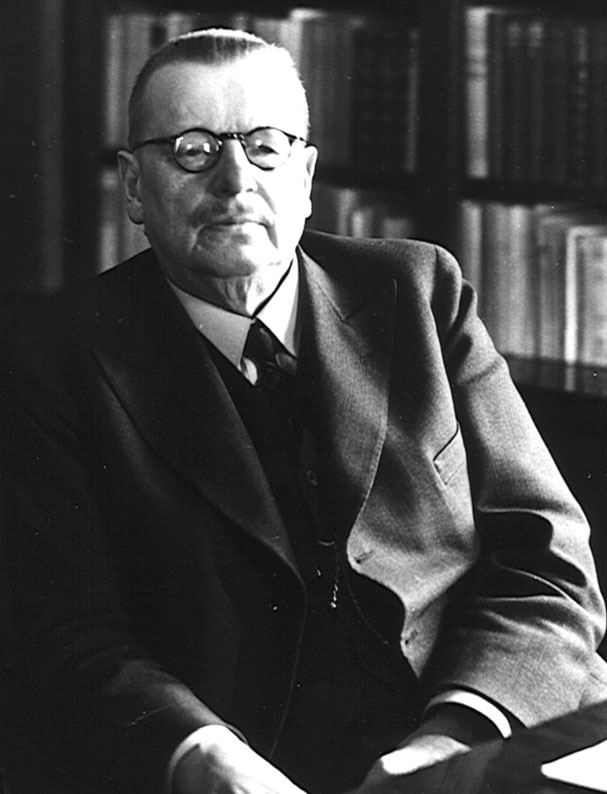
Juho Kusti Paasikivi (* 1870)
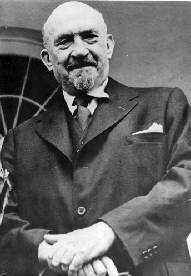
Chaim Weizmann (* 1874)
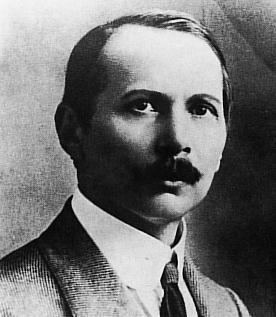
Viktor Kaplan (* 1876)

- 1881: Ludwig Frankenthal, deutscher Chirurg
- 1882: Adolf Abel, deutscher Architekt
- 1884: Paul-Alexandre Arnoux, französischer Schriftsteller und Übersetzer
- 1884: Karl Einhart, deutscher Maler
- 1884: Oskar Prochnow, deutscher Pädagoge, Naturforscher, Naturphilosoph und Publizist
- 1888: Michael Aures, deutscher Musikpädagoge
- 1890: Hugo ten Hövel, deutscher Kommunalpolitiker
- 1890: Friedrich Wilhelm zur Lippe, deutscher Volkskundler und Rassenforscher
- 1890: Toyoshima Yoshio, japanischer Schriftsteller
- 1893: Carlos Alberto Arroyo del Río, ecuadorianischer Jurist und Politiker, Präsident
- 1893: Stanisław Wiechowicz, polnischer Komponist
- 1894: Konosuke Matsushita, japanischer Industrieller
- 1895: Nico Dostal, österreichischer Komponist
- 1895: Eugène Gabriels, belgischer Ruderer
- 1896: Giovan Battista Angioletti, italienischer Journalist und Schriftsteller
- 1898: Mary Gerold, zweite Ehefrau, Nachlassverwalterin und Herausgeberin Kurt Tucholskys
- 1899: Walther Haage, deutscher Gärtner, Botaniker und Sachbuchautor
- 1900: Leon Barzin, US-amerikanischer Dirigent
- 1900: Robert Blum, Schweizer Komponist und Dirigent
- 1900: Tzwetta Tzatschewa, bulgarisch-deutsche Schauspielerin
- 1900: Hans Uhlmann, deutscher Bildhauer

### 20. Jahrhundert

#### 1901–1925
- 1902: Franz Hofer, österreichisch-deutscher Politiker, Gauleiter von Tirol-Vorarlberg, Oberster Kommissar der „Operationszone Alpenvorland“
- 1903: Willem Gerardus Anderiesen, niederländischer Fußballspieler
- 1903: Carlo Baschieri, italienischer Motorradrennfahrer
- 1903: John McNally, US-amerikanischer American-Football-Spieler
- 1903: Lars Onsager, US-amerikanischer Chemiker
- 1903: Woty Werner, deutsche Malerin und Bildweberin
- 1904: Klara Blum, chinesische Schriftstellerin
- 1904: Leon Großvogel, polnisch-belgischer Kominternfunktionär und Résistance-Kämpfer
- 1905: Afonso Arinos de Melo Franco, brasilianischer Jurist, Politiker und Diplomat, Außenminister
- 1905: Eberhard Arlt, deutscher Parteifunktionär
- 1906: Hans Sylvius Hermann Maria von Aulock, deutscher Bankier und Numismatiker
- 1906: Kurt Lindner, deutscher Unternehmer und Jagdwissenschaftler
- 1907: Ernst C. Stiefel, deutsch-amerikanischer Jurist
- 1909: James Agee, US-amerikanischer Schriftsteller und Journalist
- 1909: Peter Pan, deutscher Kabarettist
- 1910: Rodolfo Holzmann, peruanischer Komponist, Musikpädagoge und -wissenschaftler
- 1911: Curt Biegler, deutscher Theologe und Politiker, MdB
- 1913: Lewis Coser, US-amerikanischer Soziologe
- 1916: Bernhard Hartmann, deutscher Wirtschaftswissenschaftler und Betriebswirt
- 1918: Paul Eggenberg, Schweizer Lehrer, Manager und Mundart-Schriftsteller
- 1919: Siegfried Naumann, schwedischer Komponist
- 1919: Kimu Tarusu, japanischer Schriftsteller
- 1921: Alexander Dubček, tschechoslowakischer und slowakischer Politiker, Generalsekretär der KPČ
- 1922: John Kodwo Amissah, ghanaischer Geistlicher, Erzbischof von Cape Coast
- 1923: Juvenal Amarijo, brasilianischer Fußballspieler
- 1923: Gerd Hildebrandt, deutscher Forstwissenschaftler
- 1924: Gerd Jauch, deutscher Fernsehjournalist
- 1924: Helge Muxoll Schrøder, dänischer Ruderer
- 1925: Derroll Adams, US-amerikanischer Folksänger
- 1925: Bertold Hummel, deutscher Komponist
- 1925: Claude Lanzmann, französischer Herausgeber und Dokumentarfilmer (Shoah)

#### 1926–1950
- 1926: Franz Baum, deutscher Bogenschütze und -Bundestrainer
- 1928: Horst Gehann, deutscher Dirigent, Komponist und Konzertorganist, Cembalist und Musikverleger
- 1929: Peter Lilienthal, deutscher Filmregisseur
- 1929: Siegfried Strohbach, deutscher Komponist
- 1929: Werner Zimmer, deutscher Ringer
- 1930: Lothar Bellag, deutscher Filmregisseur
- 1930: Lorenz Betzing, deutscher Spion
- 1930: Reinhard Glemnitz, deutscher Schauspieler und Synchronsprecher
- 1930: Wilfried Werz, deutscher Bühnenbildner
- 1931: Fernando Lima Bello, portugiesischer Segelsportler, Ingenieur und Sportfunktionär
- 1931: Wolfgang Rauchfuß, deutscher Politiker, Mitglied des ZK der SED, Minister für Materialwirtschaft der DDR
- 1932: Peter Falk, deutscher Ingenieur
- 1934: Antoine Abel, seychellischer Schriftsteller und Poet
- 1934: Franz-Josef Antwerpes, deutscher Politiker, MdL, Regierungspräsident von Köln
- 1935: Helmut Lachenmann, deutscher Komponist
- 1935: Michel Portal, französischer Musiker
- 1936ː Christel Sembach-Krone, deutsche Zirkusdirektorin
- 1937: Peter Stammbach, Schweizer Eishockeyspieler
- 1938: Neil W. Ashcroft, britischer Festkörperphysiker
- 1939: Dieter Aderhold, deutscher Hochschullehrer und Politiker, MdL
- 1939: Laurent-Désiré Kabila, kongolesischer Politiker, Staatspräsident
- 1940: Bruce Lee, US-amerikanischer Schauspieler, Kung-Fu-Legende
- 1940: José Ramón Maranzano, argentinischer Komponist
- 1941: Louis van Dijk, niederländischer Pianist
- 1941: Veronika Otten, deutsche Dokumentarfilmerin und Filmredakteurin
- 1942: Henry Carr, US-amerikanischer Leichtathlet und American-Football-Spieler
- 1942: Kaspar Eichel, deutscher Schauspieler und Sprecher
- 1942: Jimi Hendrix, US-amerikanischer Gitarrist und Sänger
- 1942: Walter Weiss, österreichischer Philosoph und Buchautor
- 1943: Jil Sander, deutsche Modeschöpferin
- 1944: Erich Hamann, deutscher Fußballspieler
- 1944: Celso Scarpini, brasilianischer Basketballspieler
- 1945: Barbara Anderson, US-amerikanische Schauspielerin
- 1945: Alain de Cadenet, britischer Autorennfahrer, Rennstallbesitzer und Unternehmer
- 1945: Waterloo, österreichischer Popmusiker und Schlagersänger
- 1946: Gerhard Abstreiter, deutscher Halbleiterphysiker und Hochschullehrer
- 1946: Sabine Bard, deutsche Politikerin, MdB
- 1947: Julio César Anderson, guatemaltekischer Fußballspieler
- 1947: Barbara Scheuch-Vötterle, deutsche Musikverlegerin
- 1948: Isa Genzken, deutsche Künstlerin
- 1949: Otto Breg, österreichischer Gewichtheber und Bobsportler
- 1949: Marcel Reif, Schweizer Sportjournalist
- 1949: Masanori Sekiya, japanischer Autorennfahrer
- 1950: Wayne Eagling, kanadischer Balletttänzer und Choreograph
- 1950: Bernd Hackländer, deutscher Hörspielautor

#### 1951–1975
- 1951: Kathryn Bigelow, US-amerikanische Regisseurin
- 1952: Wilhelm-Albrecht Achilles, deutscher Jurist, Richter am Bundesgerichtshof
- 1952: Gert Steinbäcker, österreichischer Musiker
- 1952: Daryl Stuermer, US-amerikanischer Musiker
- 1952: Axel Viehweger, deutscher Politiker, Minister für Bauwesen, Städtebau und Wohnungswesen in der DDR, MdL
- 1953: Curtis Armstrong, US-amerikanischer Schauspieler
- 1953: David Felder, US-amerikanischer Komponist und Musikpädagoge
- 1953: Edyta Geppert, polnische Sängerin
- 1954: Jean-Claude Asselborn, luxemburgischer Schriftsteller und Literaturkritiker
- 1954: Ed Saindon, US-amerikanischer Jazzmusiker, Autor und Hochschullehrer
- 1955: Sarah English, simbabwische Hockeyspielerin
- 1955: Bill Nye, US-amerikanischer Wissenschaftler, Fernsehmoderator und Autor
- 1956: William Fichtner, US-amerikanischer Schauspieler

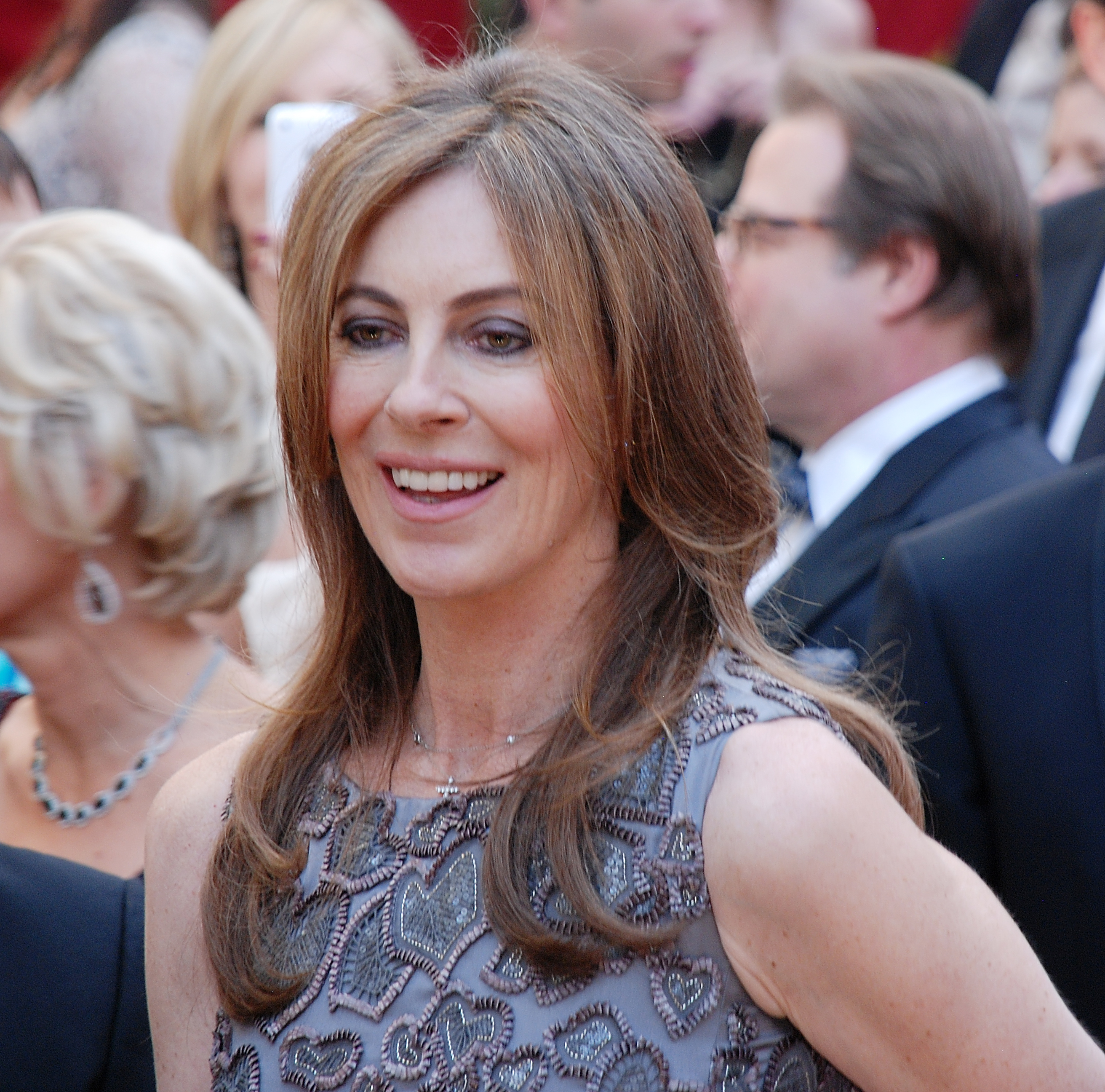
Kathryn Bigelow (* 1951)
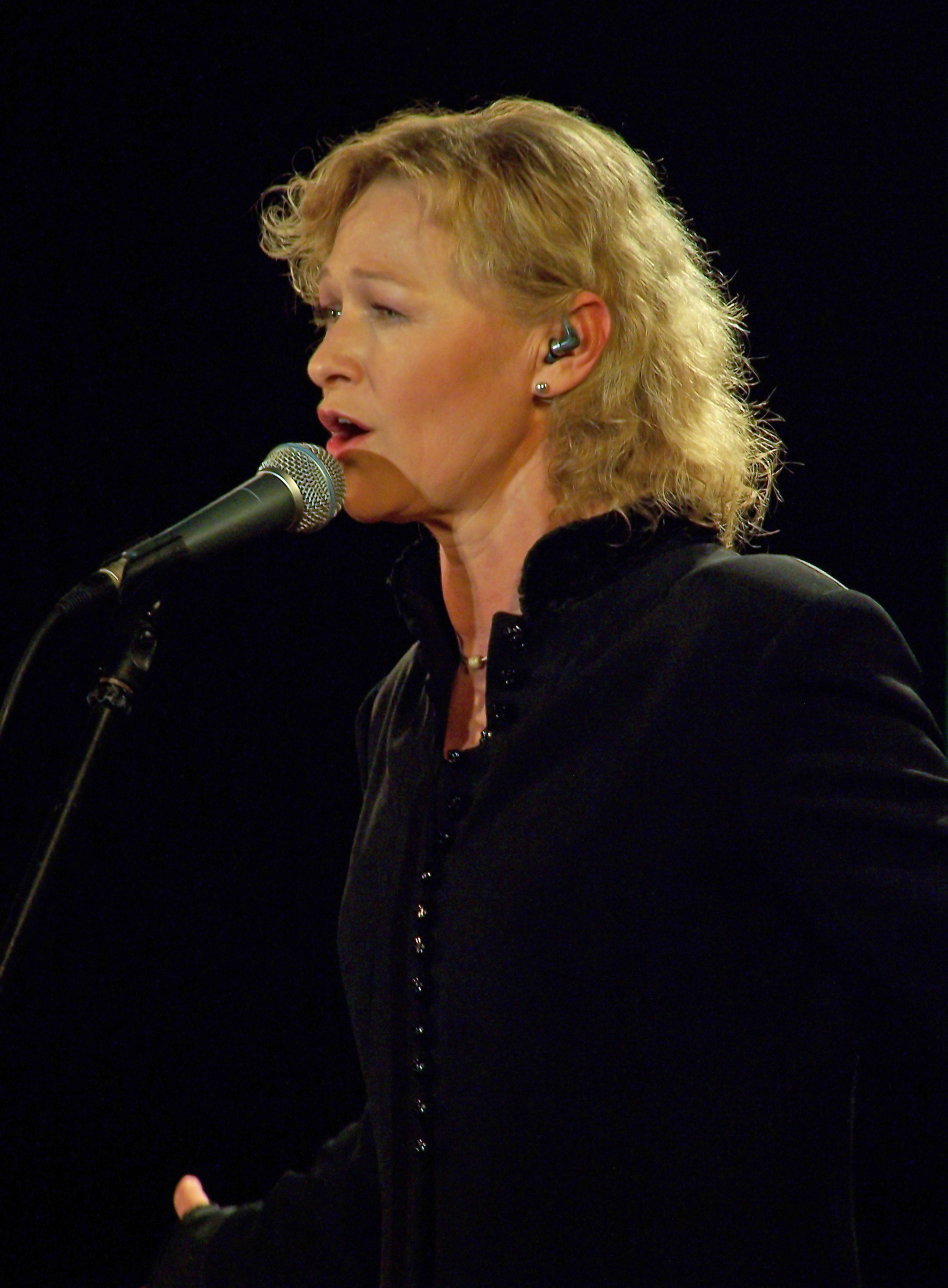
Edyta Geppert (* 1953)
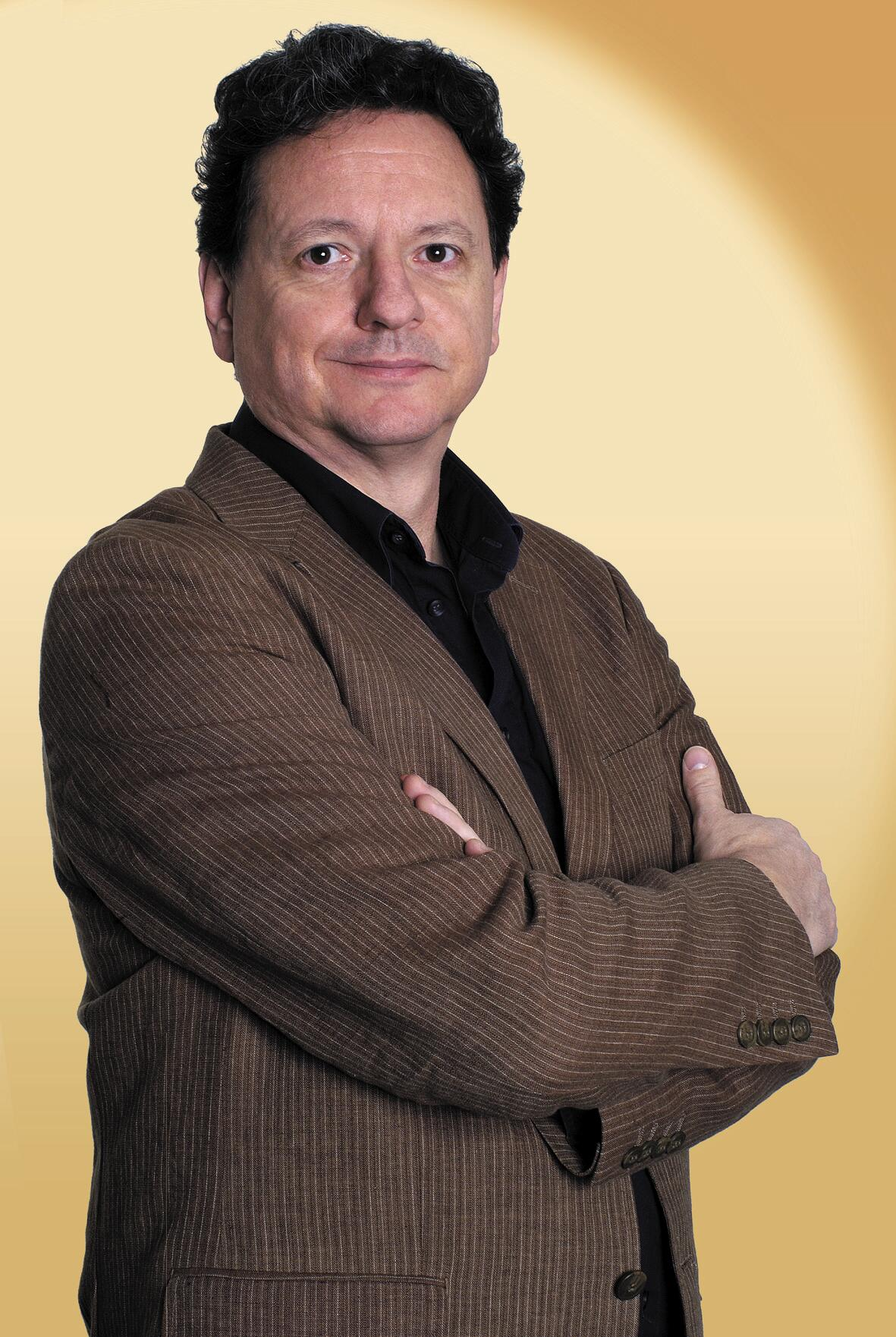
Günter Grünwald (* 1956)
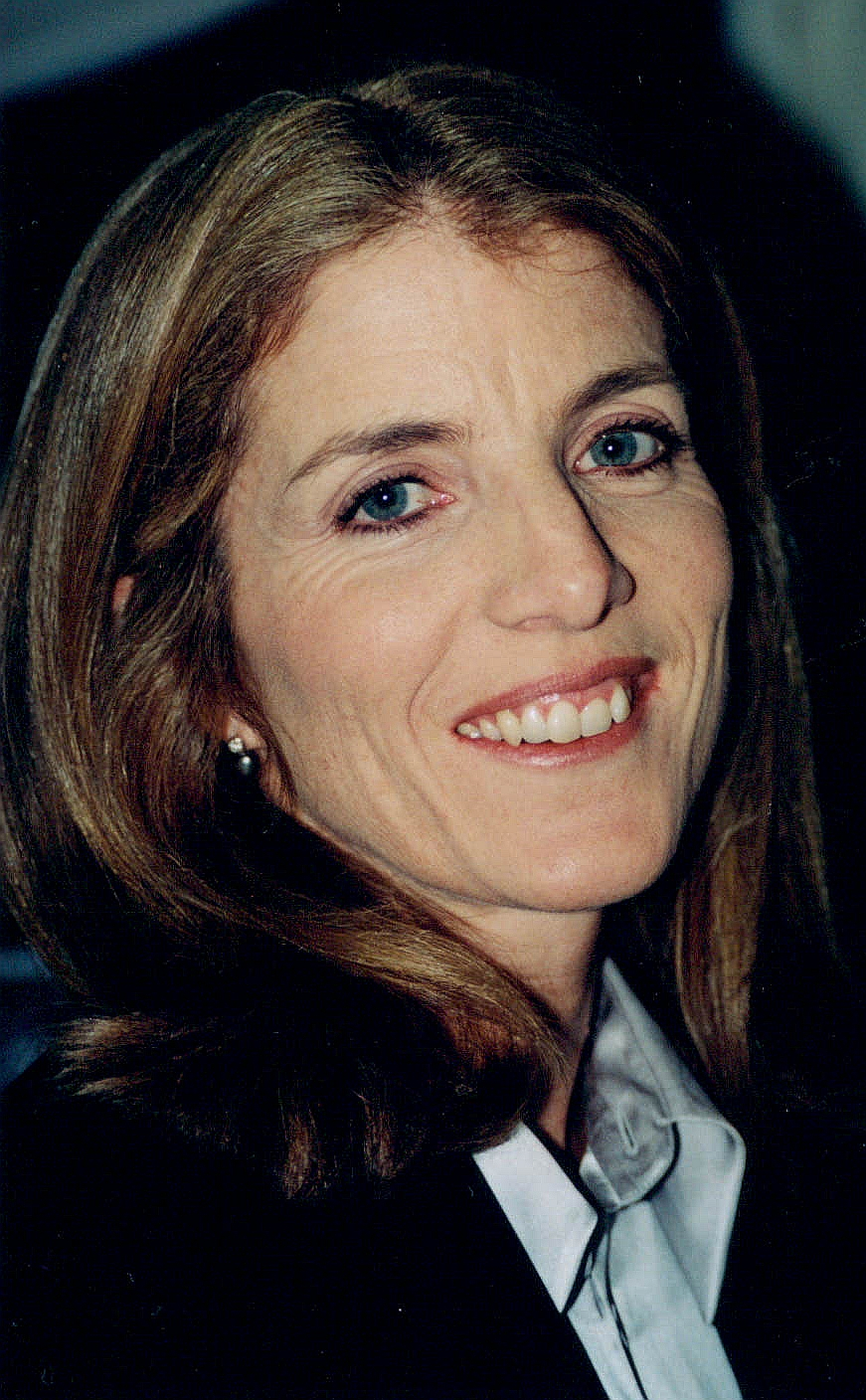
Caroline Kennedy (* 1957)

- 1956: Günter Grünwald, deutscher Komiker und Kabarettist
- 1956: Lionello Manfredonia, italienischer Fußballspieler
- 1957: Kenny Acheson, nordirischer Autorennfahrer
- 1957: Bertram Engel, deutscher Schlagzeuger
- 1957: Caroline Kennedy, US-amerikanische Autorin und Diplomatin, Tochter von John F. Kennedy
- 1957: Rudolf Ziegler, deutscher Steuermann im Rudern
- 1958: Anat Atzmon, israelische Schauspielerin und Sängerin
- 1958: Manfred Ländner, deutscher Politiker, MdL
- 1959: Charlie Burchill, britischer Gitarrist (Simple Minds)
- 1959: Viktoria Mullova, russische Violinistin
- 1960: Eike Immel, deutscher Fußballspieler
- 1960: Vlado Janevski, mazedonischer Sänger
- 1960: Julija Tymoschenko, ukrainische Politikerin, Ministerpräsidentin
- 1961: Samantha Bond, britische Schauspielerin
- 1961: Angela Denoke, deutsche Opernsängerin (Sopran)
- 1961: Norbert Dickel, deutscher Fußballspieler
- 1962: Armanas Abramavičius, litauischer Strafrechtler
- 1962: Conrad Anker, US-amerikanischer Felskletterer, Bergsteiger und Autor
- 1962: Trevor Erhardt, kanadischer Eishockeyspieler
- 1962: Emma Walton, britische Schauspielerin und Schriftstellerin
- 1963: Wladimir Maschkow, russischer Schauspieler und Regisseur
- 1964: Wessell Anderson, US-amerikanischer Jazzmusiker
- 1964: Jörg Blauert, deutscher Schachspieler, Internationaler Meister
- 1964: Roberto Mancini, italienischer Fußballspieler und -trainer
- 1965: Rachida Dati, französische Politikerin, MdEP
- 1965: Jacky Terrasson, französisch-US-amerikanischer Jazzpianist
- 1966: Frauke Kuhlmann, deutsche Fußballspielerin
- 1966: Valentina Sandu-Dediu, rumänische Musikwissenschaftlerin
- 1967: Navid Kermani, deutsch-iranischer Schriftsteller, Publizist und Orientalist
- 1967: Virgílio do Carmo da Silva, osttimoresischer Geistlicher, Erzbischof von Dili, Kardinal
- 1968: Veronika Neugebauer, deutsche Schauspielerin und Synchronsprecherin
- 1969: Samuel Adamson, australischer Dramatiker und Drehbuchautor
- 1969: Johannes Gabriel, deutscher Schauspieler
- 1969: Julia Grimpe, deutsche Schauspielerin
- 1969: Myles Kennedy, US-amerikanischer Sänger (Alter Bridge)
- 1969: Douglas Sharp, US-amerikanischer Bobfahrer
- 1970: Brooke Langton, US-amerikanische Schauspielerin
- 1971: Kirk Acevedo, US-amerikanischer Schauspieler
- 1971: Larry Allen, US-amerikanischer American-Football-Spieler
- 1971: Troy Corser, australischer Motorradrennfahrer
- 1972: Maya Pedersen-Bieri, Schweizer Skeletonfahrerin
- 1972: Yōichi Ui, japanischer Motorradrennfahrer
- 1973: Tadanobu Asano, japanischer Filmschauspieler
- 1973: Bryan Donaldson, US-amerikanischer Informatiker und Autor
- 1973: Robert Green Hall, US-amerikanischer Filmschaffender
- 1973: Twista, US-amerikanischer Rapper
- 1975: Mette Vestergaard, dänische Handballspielerin

#### 1976–2000

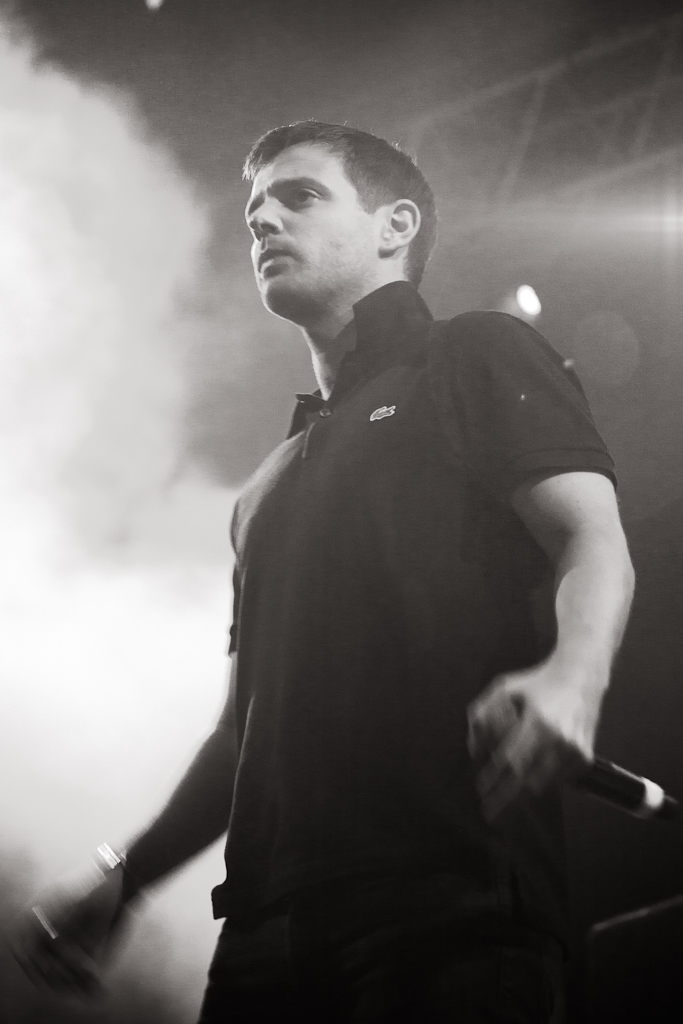
Mike Skinner (* 1978)
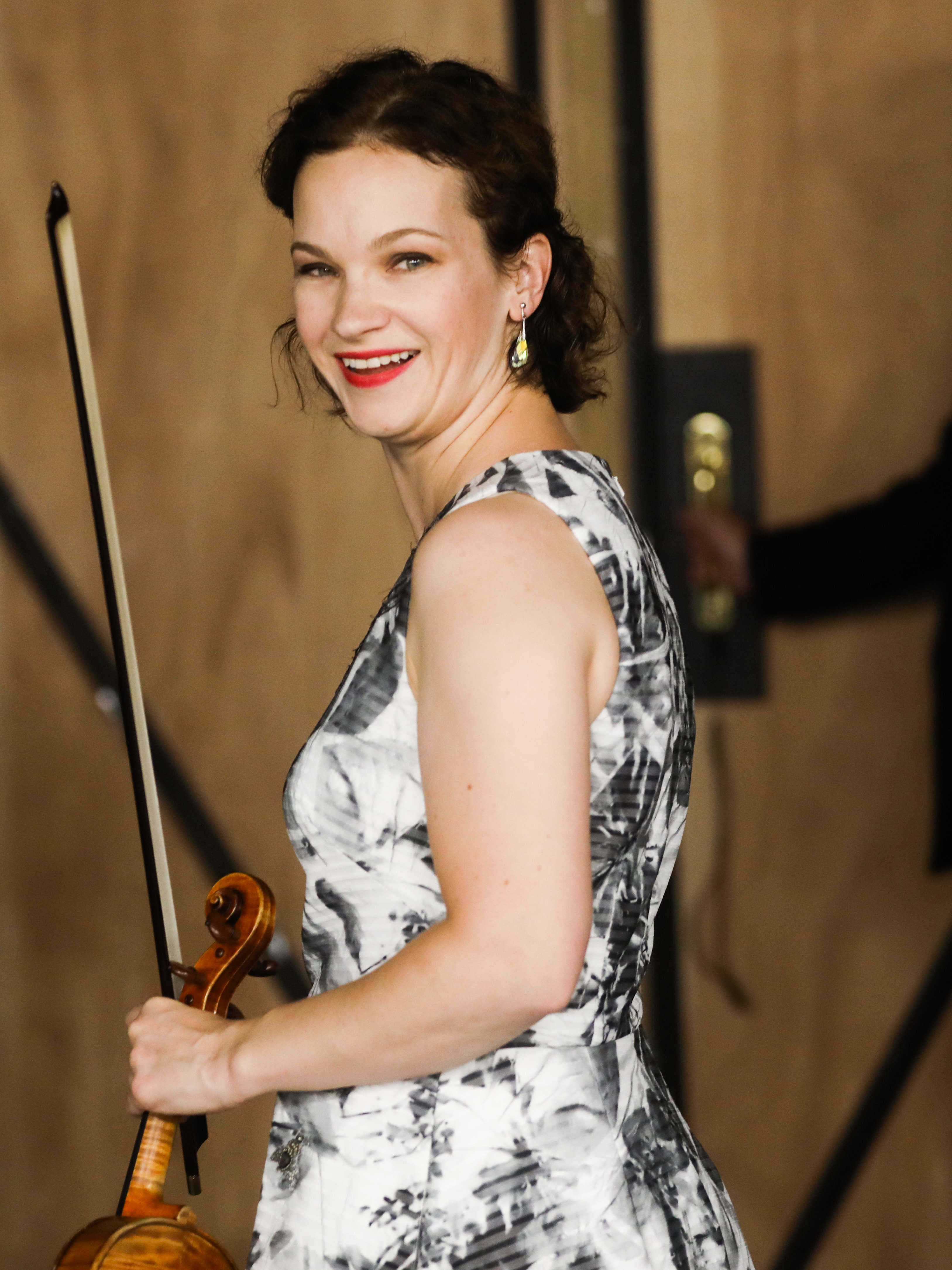
Hilary Hahn (* 1979)
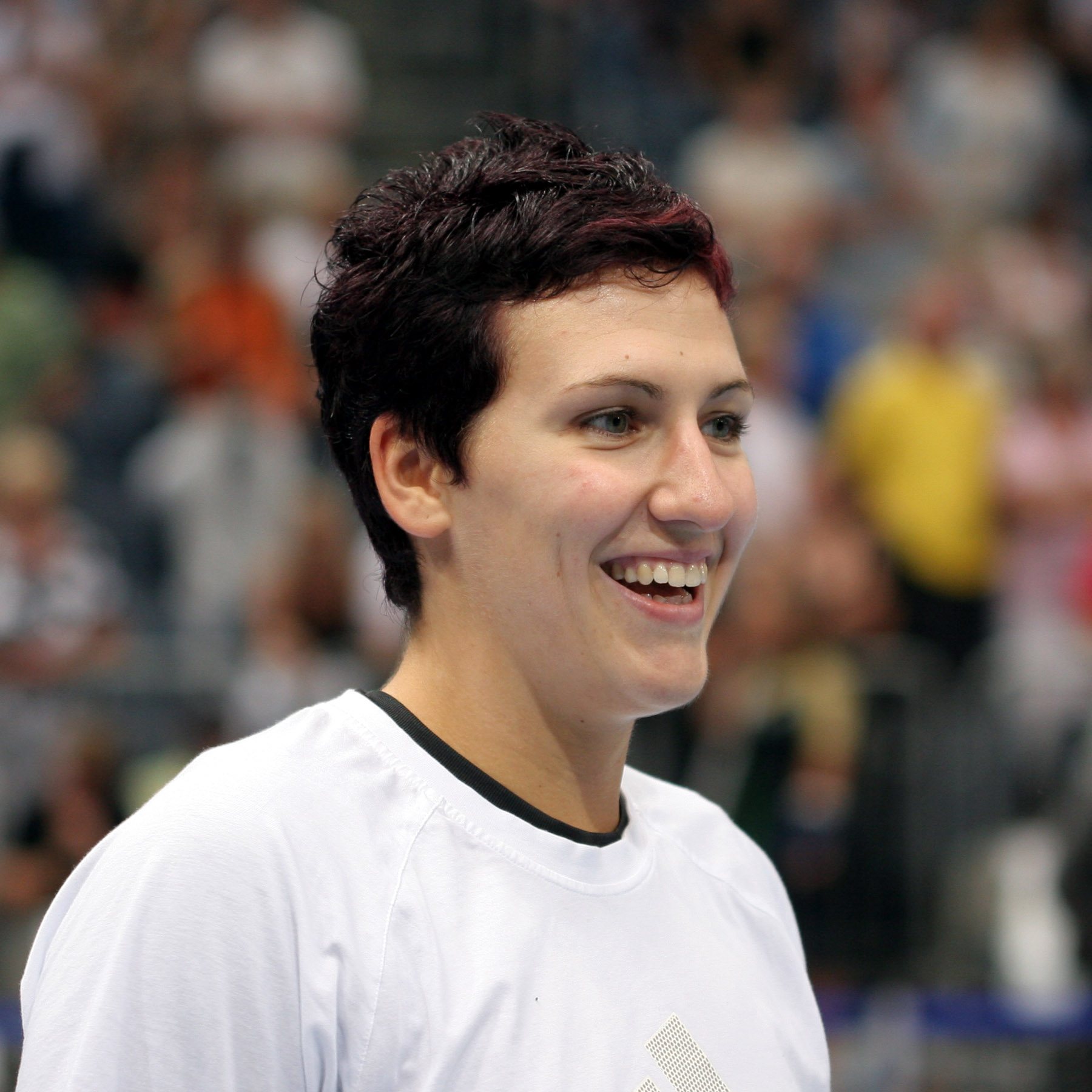
Sabine Englert (* 1981)

- 1976: Daniel Fischer, deutscher Radio- und Fernsehmoderator
- 1976: Jaleel White, US-amerikanischer Schauspieler
- 1977: Joseph Akongo, kamerunischer Fußballspieler
- 1978: Mike Skinner, britischer Rapper
- 1978: Radek Štěpánek, tschechischer Tennisspieler
- 1978: Daniel Zaccanti, argentinisch-italienischer Fußballspieler
- 1979: Hilary Hahn, US-amerikanische Violinistin
- 1979: Eero Heinonen, finnischer Musiker (The Rasmus)
- 1979: Romain Iannetta, französischer Autorennfahrer
- 1979: David Krejčí, tschechischer Skibobfahrer
- 1979: Diego Mularoni, san-marinesischer Schwimmer
- 1980: Wladimir Malachow, russischer Schachspieler, Großmeister
- 1981: Bruno Alves, portugiesischer Fußballspieler
- 1981: Theo Eltink, niederländischer Radrennfahrer
- 1981: Sabine Englert, deutsche Handballspielerin
- 1981: Jay Freeman, US-amerikanischer Software-Entwickler
- 1983: Freddy Borg, schwedischer Fußballspieler
- 1983: Salvatore Gambino, deutscher Fußballspieler
- 1983: Arjay Smith, US-amerikanischer Schauspieler
- 1984: Balthasar Schneider, österreichischer Skispringer
- 1984: Lindsey Van, US-amerikanische Skispringerin
- 1985: Lara Dickenmann, Schweizer Fußballspielerin
- 1985: Tim Jost, deutscher Handballspieler
- 1985: Dominik Stroh-Engel, deutscher Fußballspieler
- 1985: Thilo Versick, deutscher Fußballspieler
- 1987: Santiago Giraldo, kolumbianischer Tennisspieler
- 1989: Stefan Lex, deutscher Fußballspieler
- 1990: Amaro Antunes, portugiesischer Straßenradrennfahrer
- 1992: Sijche Andonova, mazedonische Fußballspielerin
- 1992: Alexander Bischoff, deutscher Handballspieler
- 1992: Ala Boratyn, polnische Sängerin
- 1992: Joanna Eichhorn, deutsche Schauspielerin
- 1992: André Matisic, deutscher Kart-Rennfahrer
- 1992: Tola Klara Szlagowska, polnische Sängerin
- 1993: Qëndrim Guri, kosovarischer Radrennfahrer
- 1995: Leonard Proxauf, österreichischer Schauspieler
- 1996: Mike Willemsen, niederländischer DJ
- 1999: Constantin Schmid, deutscher Skispringer
- 2000: Ogechika Heil, deutscher Fußballspieler

### 21. Jahrhundert

#### 2001–2025
- 2001: Mico Ahonen, finnischer Skispringer
- 2001: Kevin Schade, deutscher Fußballspieler
- 2003: Isaac Del Toro, mexikanischer Radrennfahrer

## Gestorben

### Vor dem 17. Jahrhundert

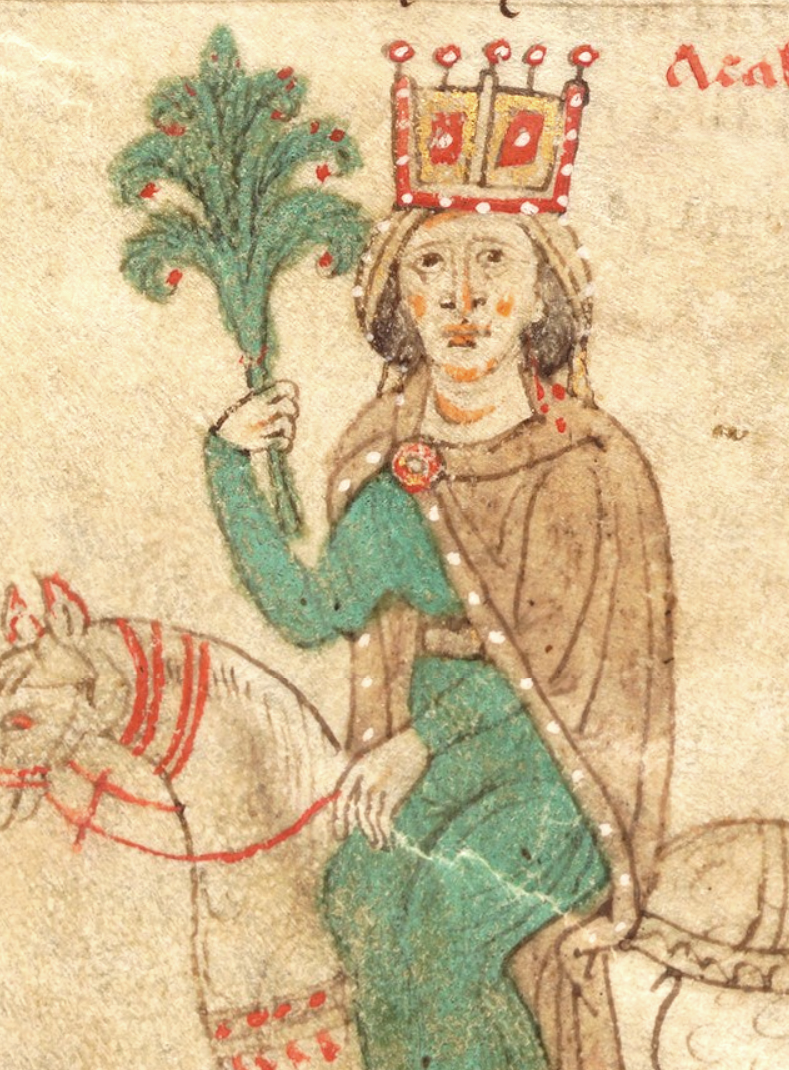
Konstanze von Sizilien († 1198)
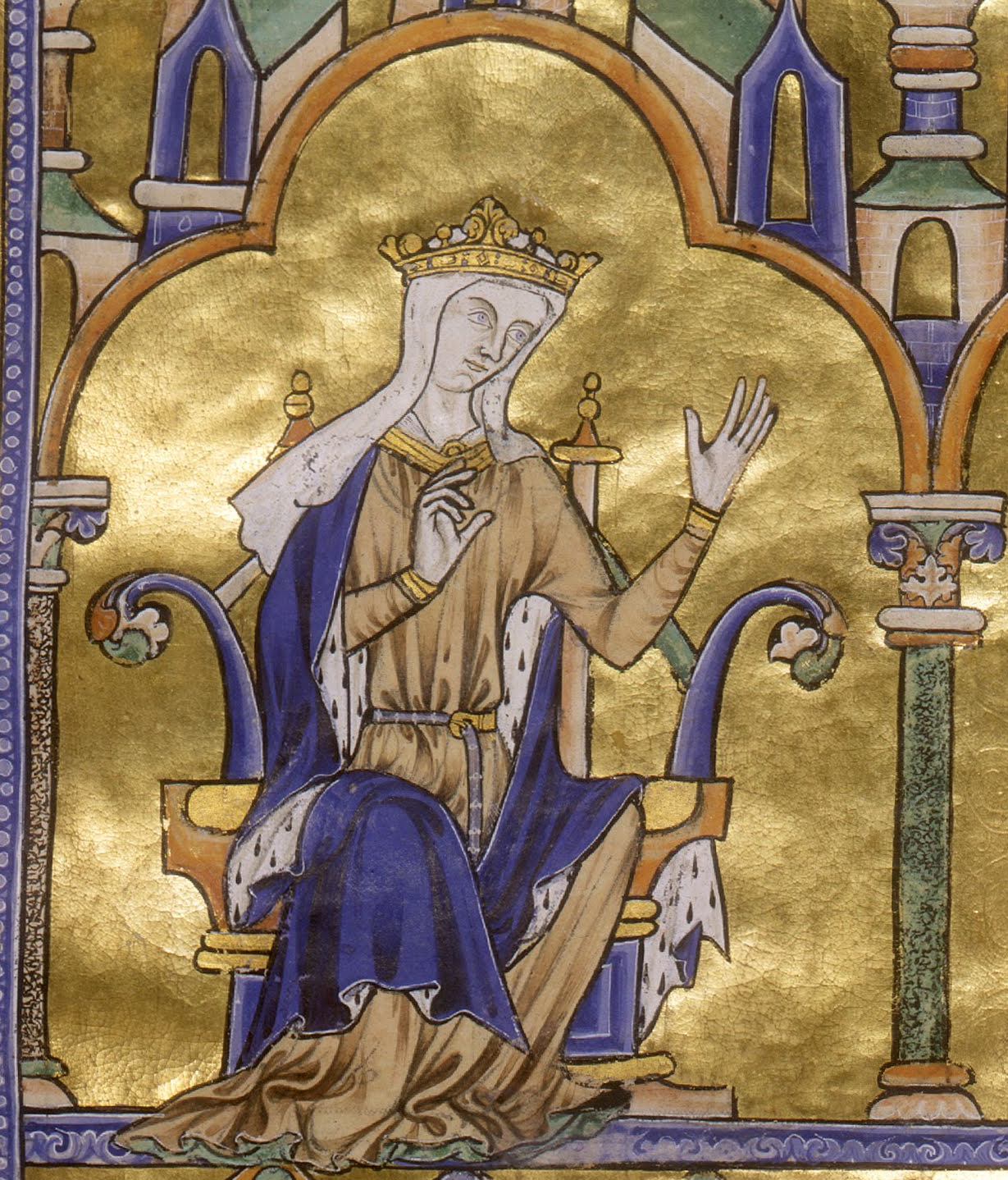
Blanka von Kastilien († 1252)
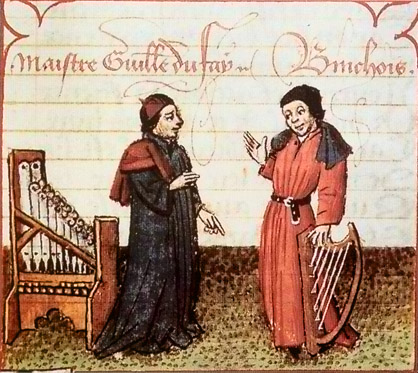
Guillaume Du Fay († 1474)
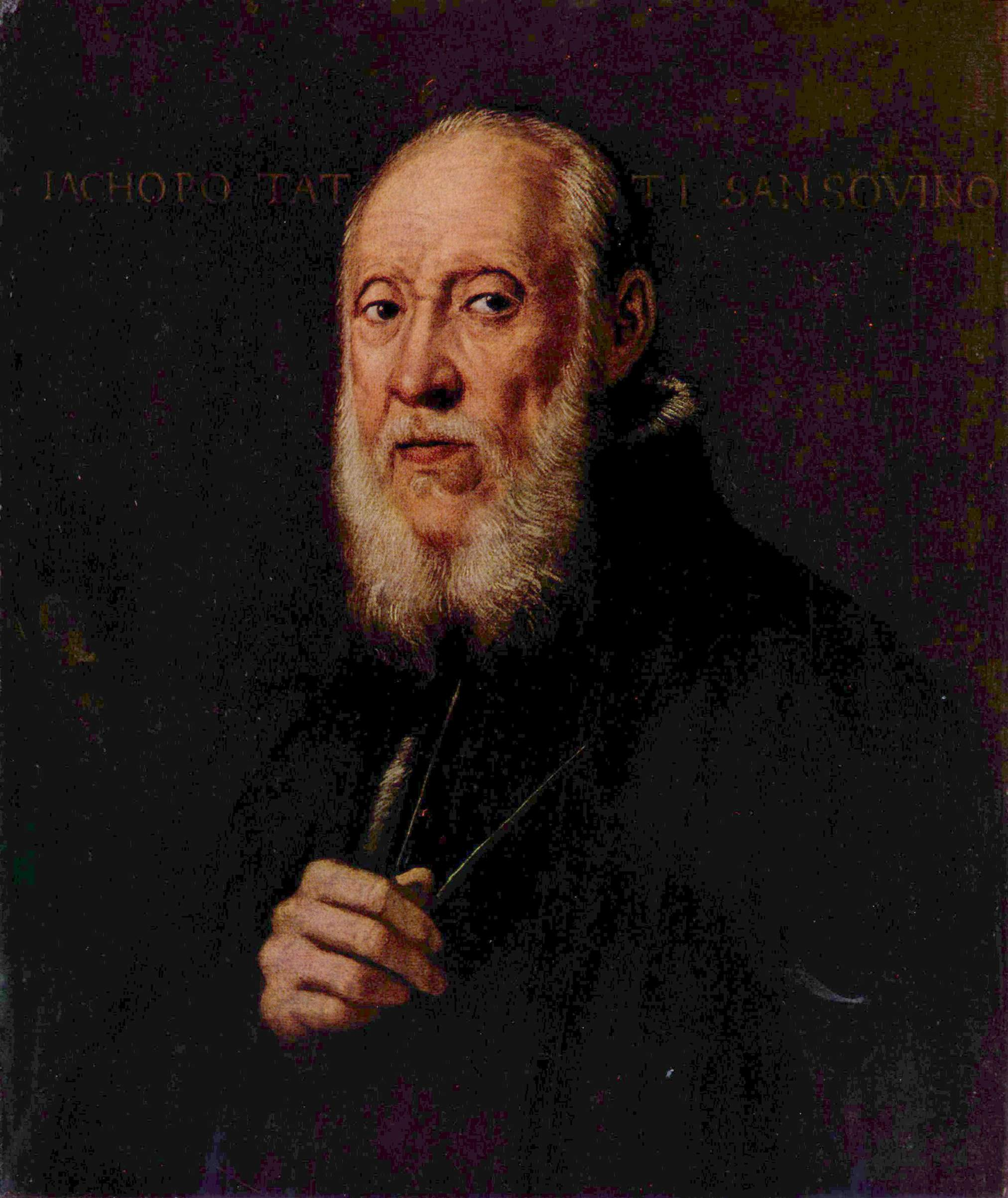
Jacopo Sansovino († 1570)
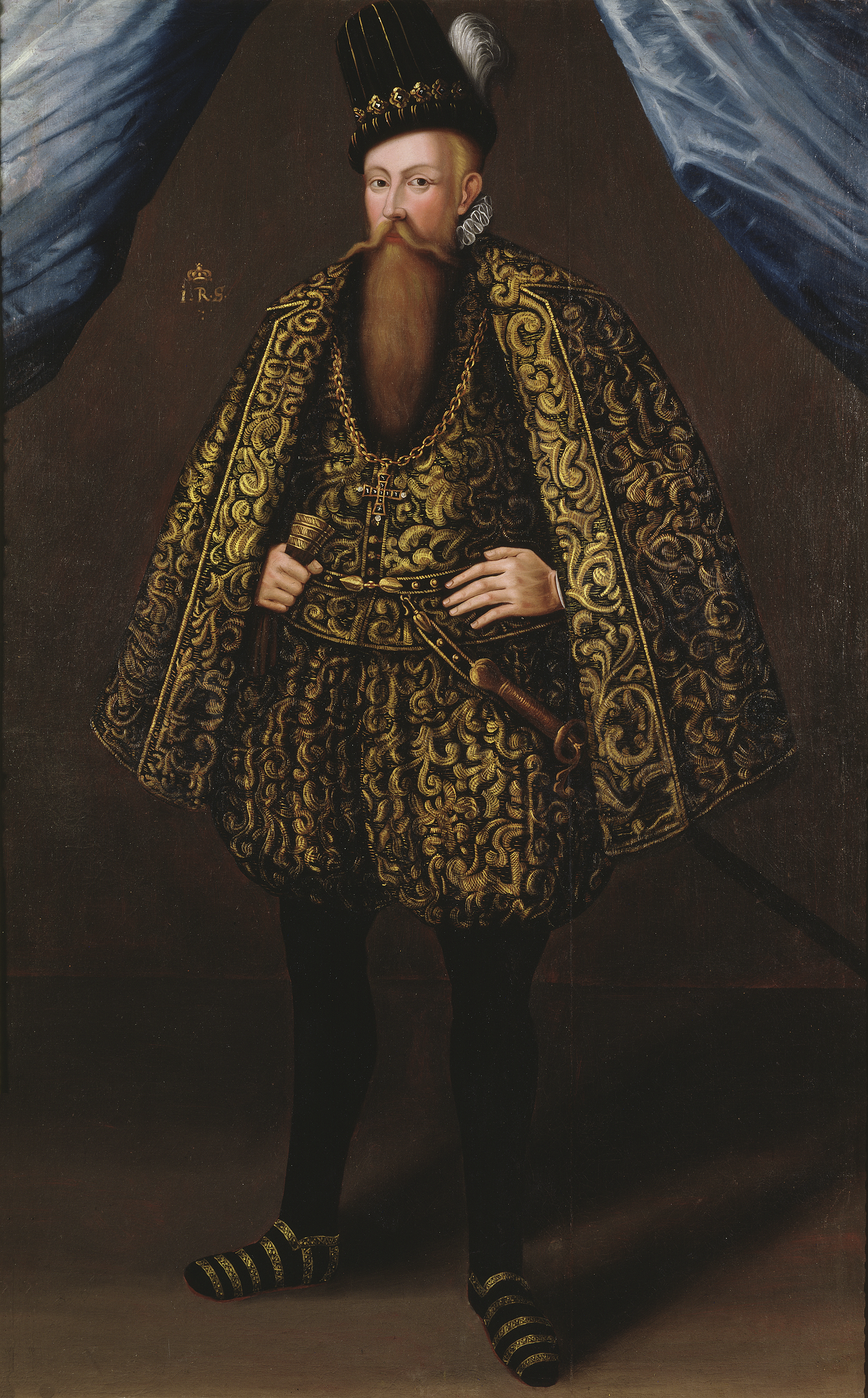
Johann III. von Schweden († 1592)

- 0008 v. Chr.: Horaz, römischer Dichter
- 0395: Rufinus, oströmischer Feldherr und Staatsmann
- 0450: Galla Placidia, als Mutter Valentinians III. faktische Regentin Westroms
- 0511: Chlodwig I., König der Franken
- 0602: Maurikios, Kaiser von Byzanz
- 0602: Tiberios, Sohn von Kaiser Maurikios
- 0639: Acarius, Bischof von Tournai und Noyon, Heiliger der katholischen Kirche
- 0784: Virgil von Salzburg, mittelalterlicher Gelehrter, Bischof von Salzburg, Abt des Klosters Sankt Peter
- 0835: Muhammad al-Dschawād, Imam der Schiiten
- 1026: Adalbald II., Bischof von Utrecht
- 1032: Siegfried von Walbeck, Abt des Klosters Berge, Bischof von Münster
- 1067: Sancha von León, Königin von León
- 1198: Konstanze von Sizilien, Königin von Sizilien, Kaiserin des Heiligen Römischen Reiches
- 1252: Blanka von Kastilien, Königin von Frankreich
- 1261: al-Mustansir II., Kalif der Abbasiden
- 1268: Peter D’Aigueblanche, savoyischer Geistlicher, Bischof von Hereford
- 1283: Johann von Montfort, Herr von Toron und Tyrus
- 1308: Otto IV., Markgraf von Brandenburg
- 1321: Kunigunde von Böhmen, Tochter des böhmischen Königs Ottokar II. Přemysl, Äbtissin des Prager Georgsklosters
- 1325: Vitus von Habdank, schlesischer Geistlicher, Bischof von Breslau
- 1329: Mathilde, Gräfin von Artois, Pfalzgräfin von Burgund
- 1334: Agnes von Brandenburg, Markgräfin von Brandenburg, Herzogin zu Braunschweig und Lüneburg
- 1346: Gregor vom Sinai, byzantinischer Mönch, Heiliger
- 1363: Teodossi von Tarnowo, bulgarischer Geistlicher und Gelehrter
- 1382: Philipp van Artevelde, flandrischer Adliger
- 1420: Hugh Burnell, 2. Baron Burnell, englischer Adeliger
- 1464: Heinrich IV. von Bubenberg, Schultheiss von Bern und Freiherr zu Spiez
- 1474: Guillaume Du Fay, französischer Komponist
- 1487: Sigismund III., Fürst von Anhalt-Dessau
- 1514: Katharina von Schwarzburg-Blankenburg, Gräfin von Hanau-Münzenberg
- 1519: Antoine Bohier Du Prat, französischer Geistlicher, Erzbischof von Bourges, Kardinal
- 1555: Ludwig von Portugal, Herzog von Beja
- 1566: Froben Christoph von Zimmern, schwäbischer Adeliger und Chronist
- 1567: Valentin Curtius, deutscher Theologe und Reformator
- 1568: Erasmus Schenk von Limpurg, Bischof von Straßburg
- 1570: Jacopo Sansovino, italienischer Baumeister
- 1574: Friedrich Knebel, Lübecker Ratsherr und Admiral
- 1576: Georg Parsimonius, evangelischer Theologe, Reformator und Konfessionalist
- 1584: Christoph Walther II, deutscher Bildhauer
- 1585: Ambrosius Lobwasser, deutscher Schriftsteller

### 17. und 18. Jahrhundert

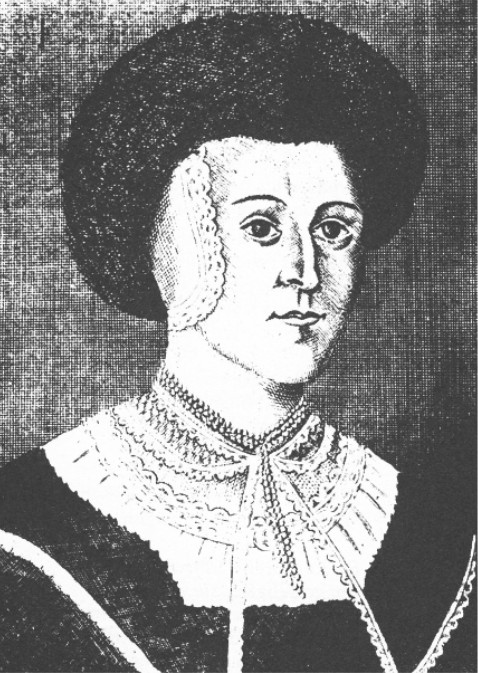
Anna Ovena Hoyer († 1655)
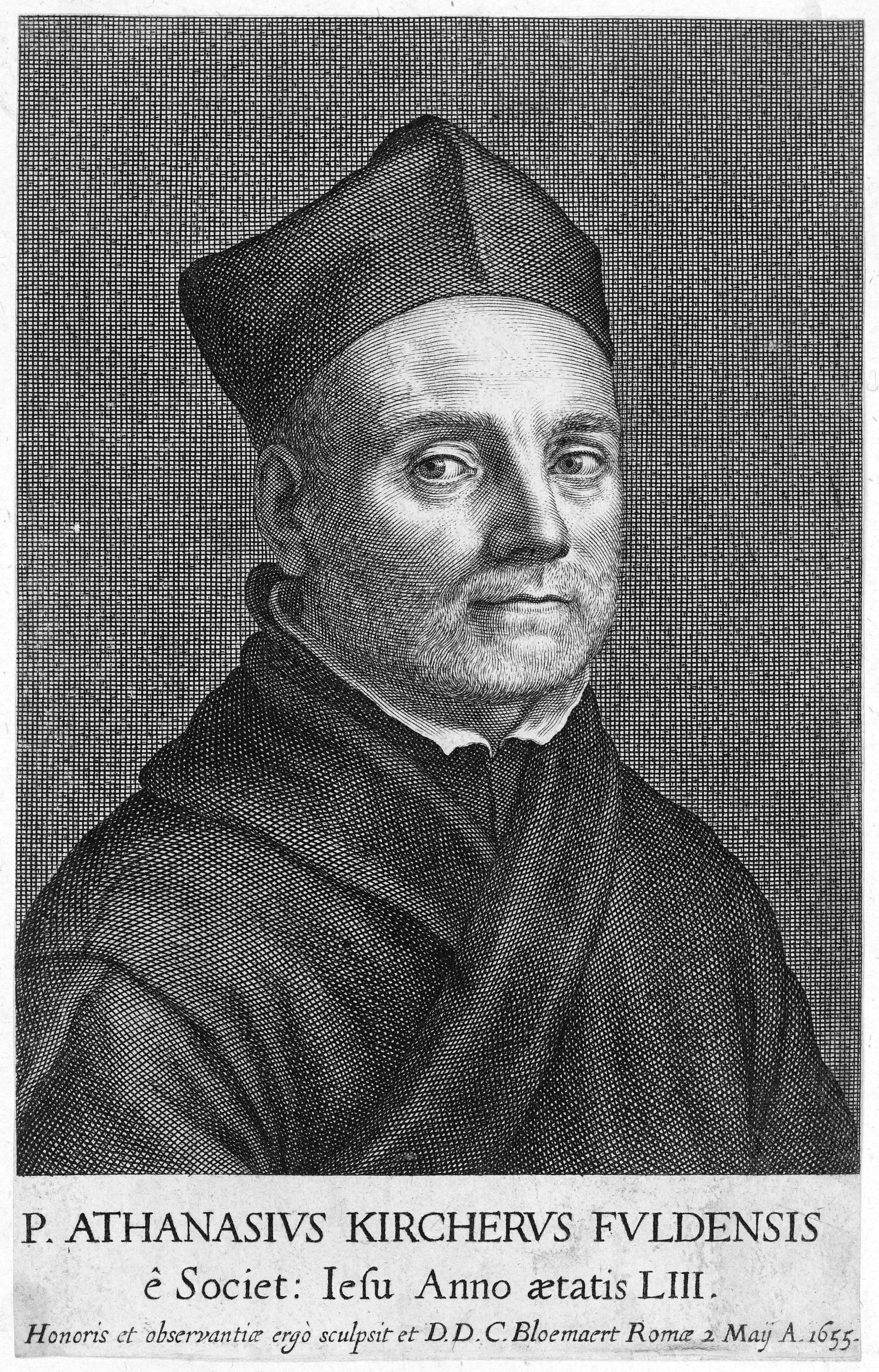
Athanasius Kircher († 1680)
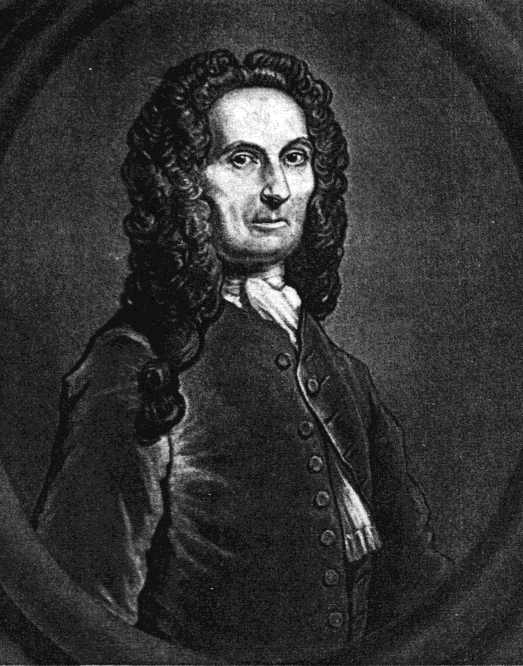
Abraham de Moivre († 1754)
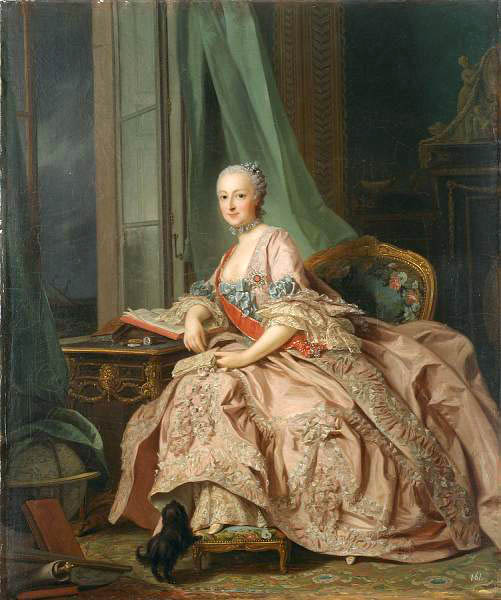
Anastassija Trubezkaja († 1755)
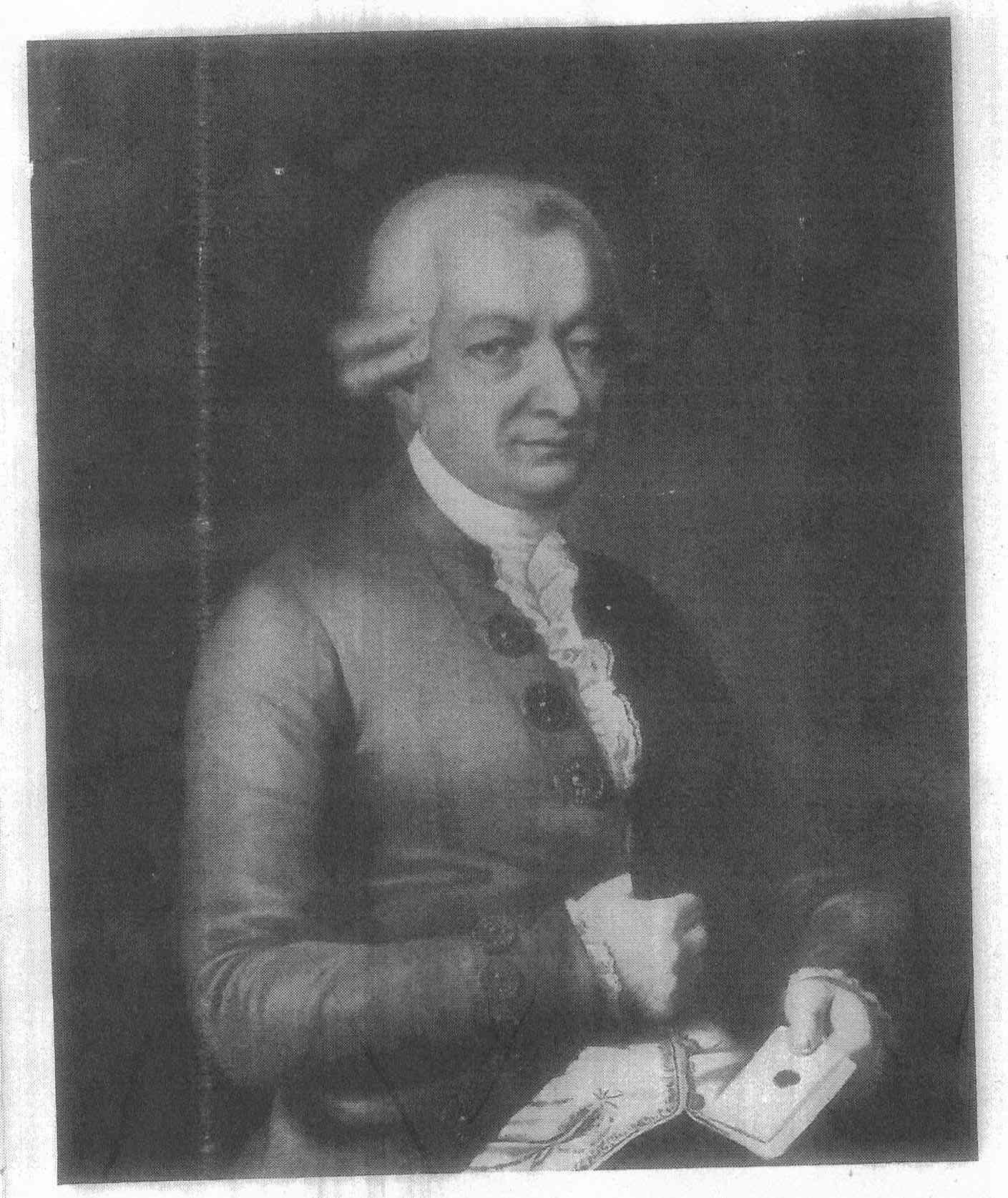
Johann Philipp Bethmann († 1793)

- 1620: Franz, Bischof von Cammin, Herzog von Pommern-Stettin
- 1632: John Eliot, englischer Politiker
- 1655ː Anna Ovena Hoyer, norddeutsche Dichterin der Barockzeit
- 1670: Johann Ehemann, süddeutscher Musikinstrumenten- und Orgelbauer
- 1673: Anthonie Palamedesz., niederländischer Maler
- 1680: Athanasius Kircher, deutscher Jesuit, Universalgelehrter und Erfinder
- 1698: Rombout Verhulst, flämischer Bildhauer
- 1699: Wilhelm Karges, deutscher Organist und Komponist
- 1699: Damian Stachowicz, polnischer Komponist
- 1707: Fitz-John Winthrop, englischer Kolonialbeamter, Gouverneur der Colony of Connecticut
- 1708: John Greene, englischer Kolonialbeamter und Offizier, Vizegouverneur der Colony of Rhode Island and Providence Plantations
- 1747: Guillem Mesquida i Munar, mallorquinischer Maler
- 1749: Gottfried Heinrich Stölzel, deutscher Kapellmeister, Komponist und Musiktheoretiker
- 1754: Abraham de Moivre, französischer Mathematiker
- 1755: Anastassija Trubezkaja, russische Fürstin, Erbprinzessin von Hessen-Homburg
- 1758: Senesino, italienischer Kastrat und Opernsänger, Händelinterpret
- 1763: Isabella von Bourbon-Parma, Prinzessin von Bourbon-Parma, Erzherzogin von Österreich
- 1764: Gottfried Geyser, deutscher Theologe
- 1766: Juan Francisco de Güemes y Horcasitas, spanischer Offizier und Kolonialverwalter, Gouverneur von Kuba, Vizekönig von Neuspanien
- 1769: Kamo no Mabuchi, japanischer Dichter und Literaturwissenschaftler
- 1779: Gioacchino Martorana, sizilianischer Maler
- 1779: Wacław Rzewuski, polnischer Militärführer und Staatsmann
- 1793: Johann Philipp Bethmann, deutscher Unternehmer und Bankier
- 1797: Carl Christian Agthe, deutscher Komponist und Organist
- 1797: Johann Baptist Wendling, deutscher Komponist und Flötist

### 19. Jahrhundert

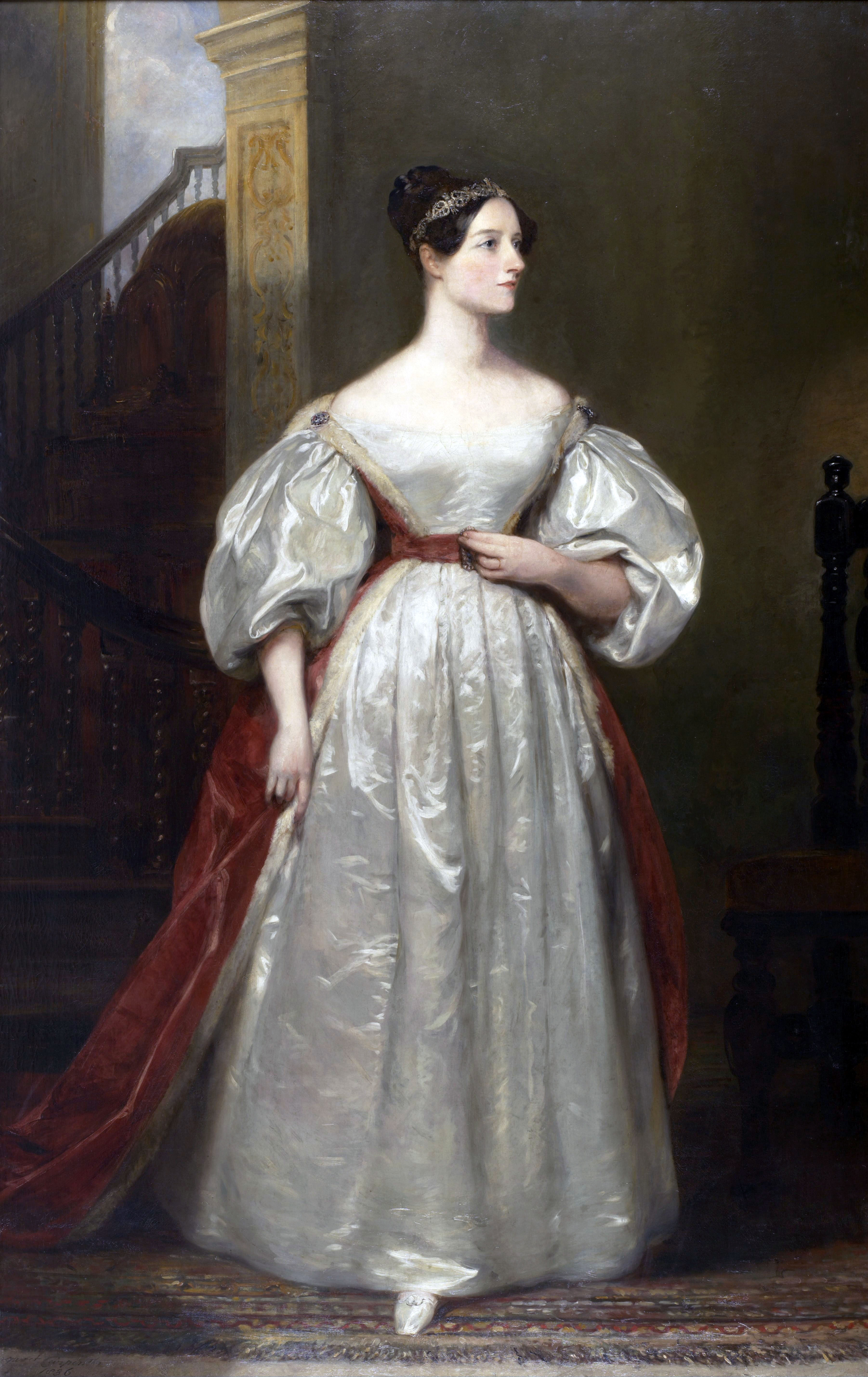
Ada Lovelace († 1852)
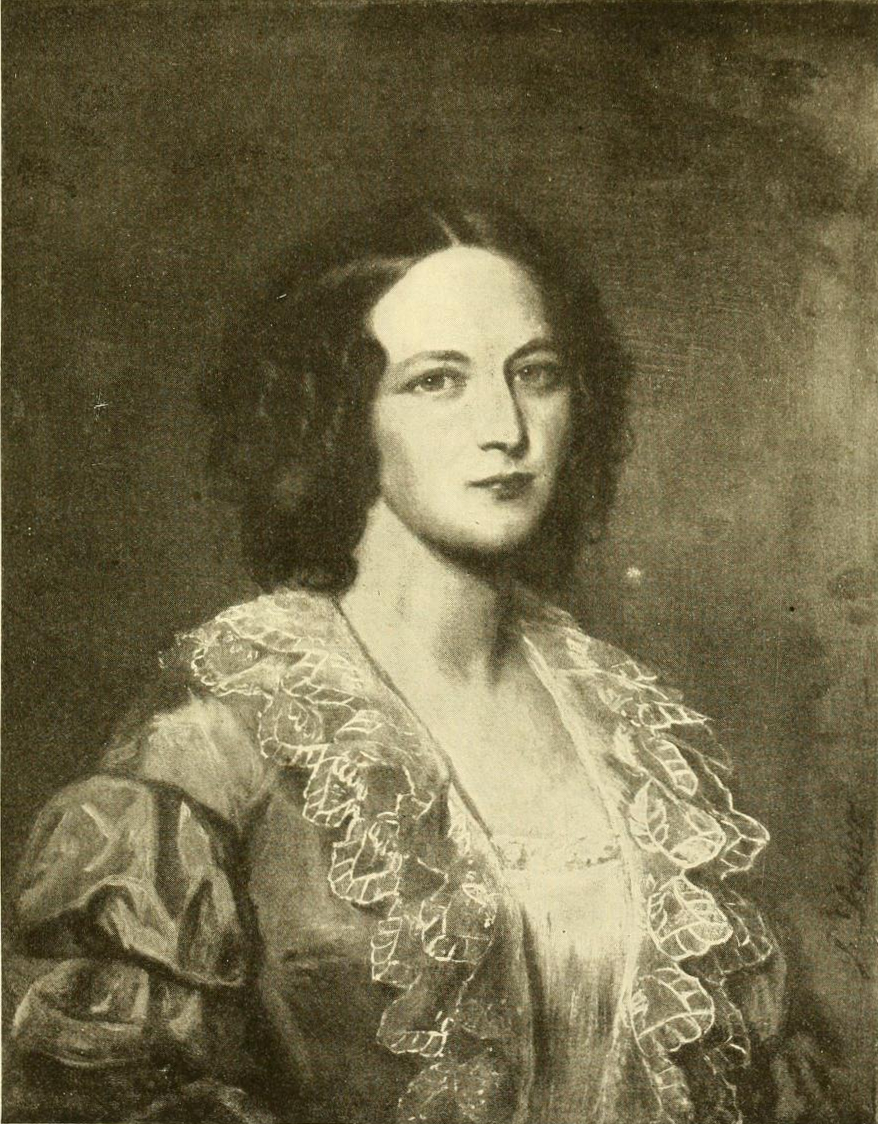
Fanny Elssler († 1884)
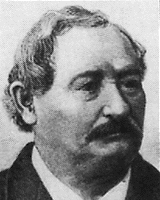
Wilhelm Hertenstein († 1888)
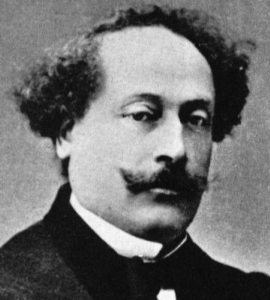
Alexandre Dumas der Jüngere († 1895)
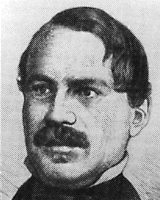
Constant Fornerod († 1899)

- 1802: John Baptista Ashe, US-amerikanischer Politiker, Mitglied des Kontinentalkongresses und des Repräsentantenhauses
- 1808: Johann Friedrich Münch, Schweizer Politiker
- 1811: Gaspar Melchor de Jovellanos, spanischer Jurist, Staatsmann und Schriftsteller, Minister
- 1816: Johann Georg Fellinger, österreichischer Offizier und Schriftsteller
- 1831: Ignaz von Sonnleithner, österreichischer Jurist und Autor
- 1833: Philip Reinagle, englischer Zeichner, Porträt-, Tier- und Landschaftsmaler
- 1849: Te Rauparaha, Stammesführer der Māori in Neuseeland
- 1850ː Emilia Giuliani-Guglielmi, italienische Gitarristin und Komponistin, Tochter von Mauro Giuliani
- 1852: Ada Lovelace, britische Mathematikerin
- 1861: Anne Bignan, französische Schriftstellerin und Übersetzerin
- 1863: Johann Peter Cornelius d’Alquen, deutscher Komponist und Arzt
- 1868: Black Kettle, Häuptling der Südlichen Cheyenne
- 1875: Richard Christopher Carrington, britischer Astronom
- 1876: Friedrich Heunert, deutscher Landschaftsmaler
- 1878: Albert Emil Brachvogel, deutscher Schriftsteller
- 1880: William Saurin Lyster, australischer Opernimpresario
- 1884ː Fanny Elßler, österreichische Tänzerin
- 1885: Eberhard Emminger, deutscher Lithograph und Landschaftsmaler
- 1888: Wilhelm Hertenstein, Schweizer Offizier und Politiker, National- und Bundesrat, Bundespräsident
- 1895: Alexandre Dumas der Jüngere, französischer Schriftsteller
- 1896: William Francis Ainsworth, britischer Forscher
- 1896: Philipp Jacob Johann Leo Klein, deutscher Mediziner
- 1896: Elisabeth von Schwarzburg-Rudolstadt, deutsche Prinzessin aus dem Haus Schwarzburg und Fürstin zur Lippe
- 1899: Constant Fornerod, Schweizer Jurist und Politiker, Bundesrat, Minister, Bundespräsident
- 1899: Felipe Gutiérrez y Espinosa, puerto-ricanischer Komponist
- 1899: Anton Krettner, deutscher Komponist und Lokalpolitiker

### 20. Jahrhundert

#### 1901–1950
- 1908: Knud Bergslien, norwegischer Maler
- 1909: Otto Georg Oppenheim, deutscher Jurist, Obertribunalrat
- 1909: Ludwig von Oppenheimer, österreichischer Großgrundbesitzer und Politiker, LAbg, Reichsrat
- 1911: Josef Anton Schobinger, Schweizer Politiker, Nationalrat, Nationalratspräsident, Bundesrat, Minister
- 1916: James Cutler Dunn Parker, US-amerikanischer Komponist
- 1916: Maximilian von Uthmann, deutscher Verwaltungsbeamter
- 1916: Émile Verhaeren, belgischer Dichter
- 1925: Karl Schwering, deutscher Pädagoge und Mathematiker
- 1933: Karl Vesper, deutscher Widerstandskämpfer, Opfer des Nationalsozialismus
- 1936: Edward Bach, britischer Arzt (Bach-Blütentherapie)
- 1936: Robert de Vogüé, französischer Geschäftsmann, Funktionär, Politiker und Marineoffizier
- 1936: Basil Zaharoff, britischer Waffenhändler und Spielbankbesitzer
- 1938: Otto Dempwolff, deutscher Sprachwissenschaftler und Volkskundler
- 1944: Friedrich Aue, deutscher Widerstandskämpfer, Opfer des Nationalsozialismus
- 1944: Leonid Isaakowitsch Mandelstam, russischer Physiker
- 1944: Gustav Schaub, deutscher Kunstmaler
- 1945: Robert Zahn, deutscher Archäologe, Direktor der Antikensammlung Berlin
- 1946: Max Dreyer, deutscher Schriftsteller und Dramatiker
- 1946: Alfred Götze, deutscher Philologe und Germanist
- 1947: Karl Siegle, deutscher Politiker, Gewerkschafter und Widerstandskämpfer gegen das NS-Regime

#### 1951–2000
- 1951: Jan Sterringa, niederländischer Theosoph und Anarchist
- 1953: Rudolf Bernauer, österreichischer Musiker
- 1953: Eugene O’Neill, US-amerikanischer Dramatiker
- 1955: Luís de Freitas Branco, portugiesischer Komponist und Musikwissenschaftler
- 1955: Arthur Honegger, französisch-schweizerischer Komponist
- 1958: Jeanne Demons, kanadische Schauspielerin
- 1959: Irnfried von Wechmar, deutscher Offizier und Journalist, Mitbegründer und erster Vorsitzender der Bundespressekonferenz
- 1961: Carl Jäger, deutscher Architekt
- 1962: Edwin Arnet, schweizerischer Schriftsteller und Journalist
- 1963: Louis Gros, französischer Politiker und Résistant
- 1967: Max Dreher, deutscher Orgelbauer
- 1969: László Székely, ungarischer Fußballspieler und -trainer

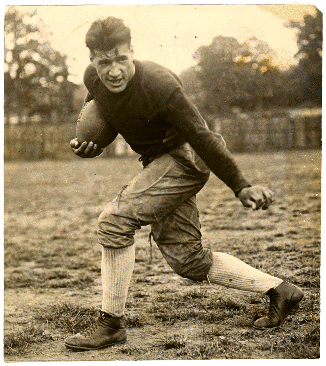
Joe Guyon
(† 1971)

- 1971: Joe Guyon, US-amerikanischer American-Football-Spieler
- 1971: Emory Scott Land, US-amerikanischer Offizier
- 1971: Jēkabs Mediņš, lettischer Komponist
- 1972: Victor Eftimiu, rumänischer Schriftsteller
- 1972: Paul Haefelin, Schweizer Jurist und Politiker
- 1975: Leopold Arnsperger, deutscher Kaufmann
- 1976: Herbert Kaufmann, deutscher Volkskundler, Journalist und Schriftsteller
- 1978: Harvey Milk, US-amerikanischer Politiker und Bürgerrechtler
- 1980: René Dreux, französischer Autorennfahrer
- 1980: Ilse Peters, deutsche evangelische Religionspädagogin
- 1980: Andrzej Rudziński, polnischer Grafiker und Kunstpädagoge
- 1981: Hermann Krumey, deutscher SS-Offizier, Kriegsverbrecher

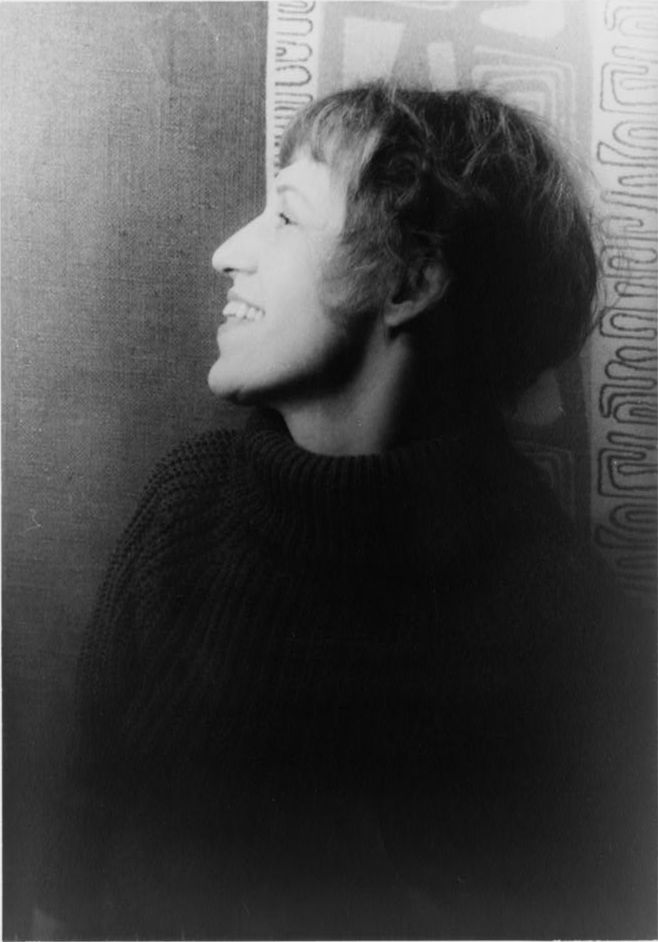
Lotte Lenya
(† 1981)

- 1981: Lotte Lenya, österreichische Sängerin und Schauspielerin
- 1982: Filip Kutew, bulgarischer Komponist und Dirigent
- 1983: Alpo Aho, finnischer Bandyspieler
- 1983: Marta Traba, argentinische Schriftstellerin und Kunsthistorikerin
- 1985: André Hunebelle, französischer Filmregisseur
- 1985: Erwin Sylvanus, deutscher Schriftsteller
- 1986: Charles Schlewer, französischer Ruderer
- 1987: Charline Arthur, US-amerikanische Musikerin
- 1988: John Carradine, US-amerikanischer Schauspieler
- 1988: Karel Horký, tschechischer Komponist, Fagottist und Hochschullehrer
- 1989: Carlos Arias Navarro, spanischer Politiker, Minister, Ministerpräsident
- 1989: Achim Strietzel, deutscher Schauspieler
- 1991: Vilém Flusser, tschechoslowakischer Medienphilosoph und Kommunikationswissenschaftler
- 1992: Willi Faust, deutscher Motorradrennfahrer
- 1992: Daniel Santos, puerto-ricanischer Sänger und Komponist
- 1993: Guido Masetti, italienischer Fußballspieler
- 1994: Fernando Lopes-Graça, portugiesischer Komponist, Musikkritiker und Musikwissenschaftler
- 1995: Giancarlo Baghetti, italienischer Autorennfahrer
- 1997: Pietro Scarpini, italienischer Pianist und Musikpädagoge
- 1998: Barbara Acklin, US-amerikanische Soulsängerin und Songschreiberin
- 1998: Rudolf Stössel, Schweizer Lehrer, Puppenspieler und Harmoniker
- 1999: Alain Peyrefitte, französischer Politiker und Autor, Minister, Mitglied der Académie française
- 2000: André Gautier, Schweizer Politiker, Nationalrat, Nationalratspräsident, Ständerat

### 21. Jahrhundert
- 2001: Gordon Freeth, australischer Politiker, mehrfacher Minister
- 2002: Gérard Laureau, französischer Autorennfahrer und Unternehmer
- 2002: Edwin L. Mechem, US-amerikanischer Jurist und Politiker, Gouverneur von New Mexico, Senator
- 2002: Wolfgang Preiss, deutscher Schauspieler
- 2003: Riccardo Malipiero, italienischer Komponist
- 2003: Will Quadflieg, deutscher Schauspieler
- 2004: Gunder Hägg, schwedischer Leichtathlet
- 2005: William S. Hatcher, US-amerikanischer Mathematiker, Philosoph und Bahai-Theologe
- 2005: Franz Schönhuber, deutscher Journalist und Politiker, Mitgründer und Bundesvorsitzender der Republikaner, MdEP
- 2006: Bertil Antonsson, schwedischer Ringer
- 2006: Don Butterfield, US-amerikanischer Jazzmusiker und Musikverleger
- 2006: Paul Ernst Ruppel, deutscher Musiker und Kantor
- 2006: Werner Staak, deutscher Politiker, MdHB, MdB, Senator in Hamburg
- 2007ː Natalja Jurjewna Durowa, russische Schriftstellerin, Dompteurin und Zirkusdarstellerin
- 2007: Günter Noris, deutscher Bandleader und Pianist, Arrangeur und Komponist
- 2007: Sean Taylor, US-amerikanischer American-Football-Spieler
- 2007: Bill Willis, US-amerikanischer American-Football-Spieler und -Trainer
- 2008: Pekka Pohjola, finnischer Jazz- und Rockmusiker
- 2008: Robert Tronson, britischer Film- und Fernsehregisseur
- 2009: Ruslan Nuralijewitsch Aschuralijew, sowjetischer Ringer
- 2009: Erich Böhme, deutscher Journalist und Fernsehmoderator
- 2010: Irvin Kershner, US-amerikanischer Regisseur
- 2011: Ken Russell, britischer Filmregisseur
- 2011: Gary Speed, walisischer Fußballspieler

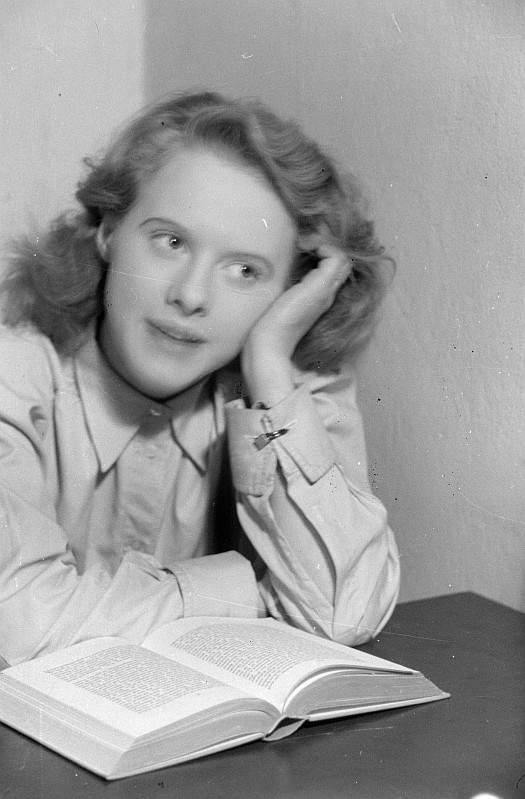
Karin Friedrich († 2015)

- 2012: Hans Angerer, deutscher Verwaltungsjurist und Beamter, Regierungspräsident von Oberfranken
- 2013: Lewis Collins, britischer Schauspieler
- 2013: Nílton Santos, brasilianischer Fußballspieler
- 2013: Wolf Jobst Siedler, deutscher Verleger und Schriftsteller
- 2014: August Gottschalk, deutscher Fußballspieler
- 2014: P. D. James, britische Schriftstellerin
- 2015ː Karin Friedrich, deutsche Journalistin, Autorin und Schauspielerin
- 2015: Barbro Hiort af Ornäs, schwedische Schauspielerin
- 2015: Léon Huber, Schweizer Nachrichtensprecher
- 2019: Annette Kuhn, deutsche Historikerin, Friedens- und Frauenforscherin
- 2021: Matti Keinonen, finnischer Eishockeyspieler und -trainer
- 2021: Giampaolo Tronchin, italienischer Ruderer, Kanute und Kanutrainer
- 2022: Robert Blum, US-amerikanischer Fechter
- 1922ː Audrey Eagle, neuseeländische Schriftstellerin, Botanikerin und botanische Illustratorin
- 2022: Daniela Maccelli, italienische Turnerin
- 2022: Murray Waxman, kanadischer Basketballspieler
- 2023: Mary Louise Cleave, US-amerikanische Astronautin
- 2023: Heinz Dürr, deutscher Unternehmer und Manager
- 2023: Frances Sternhagen, US-amerikanische Schauspielerin
- 2024: Maria Alexandru, rumänische Tischtennisspielerin

## Feier- und Gedenktage
- Kirchliche Gedenktage
  - Hl. Virgilius von Salzburg, irischer Adeliger, Abt und Gelehrter, Missionar und Bischof (evangelisch, katholisch)
  - Hl. Oda von Brabant, Einsiedlerin (katholisch)
  - Hl. Achatius Klimax, Einsiedler (katholisch)
  - Fest der Erscheinung der Wundertätigen Medaille (katholisch)

Weitere Einträge enthält die Liste von Gedenk- und Aktionstagen.